# エア・カナダ
エア・カナダ（Air Canada TSX：ACE.RV）は、カナダ最大の航空会社で、カナダのフラッグ・キャリア。日本では「カナダ航空（カナダこうくう）」と呼ばれることもある。

## 概要
ケベック州のモントリオール市に本部がある。
主要ハブ空港はトロント・ピアソン国際空港である。バンクーバー国際空港が太平洋のハブ空港で、モントリオール・トルドー国際空港が他にハブ空港として利用されている。カルガリー国際空港は西部カナダのミニハブ空港である。元はカナダの国営会社だったが、1987年に民営化された。2000年にカナダの大手航空会社、カナディアン航空を吸収合併し、アジア地域へのネットワークが強化された。
国際的な航空会社連合「スターアライアンス」に加盟し、全日本空輸（ANA）とコードシェア便を運航している。

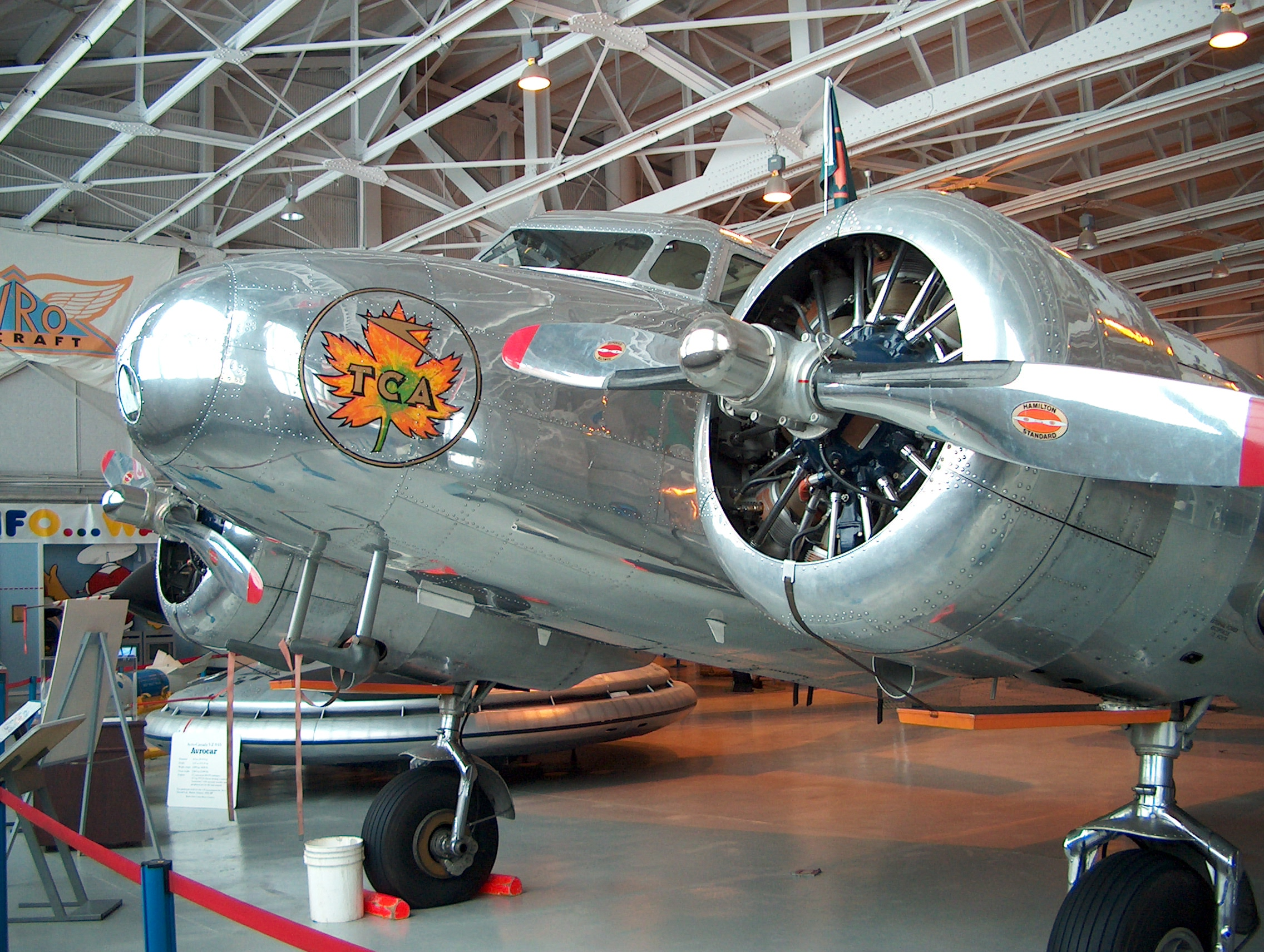
ウェスタンカナダアビエーションミュージアムに現存するトランス・カナダ航空のロッキード L-10A

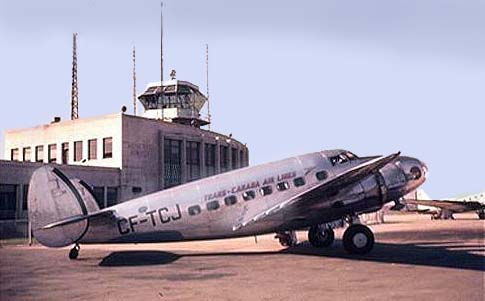
モントリオール—バンクーバー線で使用されたロッキード L-14 スーパーエレクトラ

機内誌「enRoute」がある。

## 歴史
国営時代のカナディアン・ナショナル鉄道 (CNR) の子会社として設立されたトランス・カナダ航空 (Trans-Canada Airlines, TCA) は、1936年4月に設立された。
当時は太平洋路線と大西洋路線の開設は政府に抑制されていたため、当時の運輸大臣であったクラレンス・ハウの下で新規路線開設を行っていた。
1937年9月1日にロッキード L-10Aを使用してバンクーバーからシアトルまで2人の乗客と郵便を運ぶ初飛行を行った。
当時機材はカナディアン・エアウェイズからロッキード L-10 エレクトラ2機とステアマン・エアクラフトの複葉機1機を購入し、ユナイテッド航空とアメリカン航空の役員にノウハウを学びながら運航を始めた。
1938年、最初の客室乗務員を雇った。1939年、モントリオールからバンクーバーの運航を開始。1940年には従業員数は500人に達した。
1942年、カナディアン航空から合併を提案されるが、当時の首相であったウィリアム・ライアン・マッケンジー・キングはTCAこそがカナダであるべき航空会社だと発言し、これを拒んだ。
1964年、TCAはカナダにおけるナショナル・フラッグ・キャリアへと成長した。その頃、当時の首相であったジャン・クレティエンが自身の資産を用いて、社名を変えるように提案された。そして、トランス・カナダ航空 (Trans-Canada Airlines, TCA)はエア・カナダへと社名を変更した。
1970年、政府はエア・カナダの地位を確実にさせるため、CPエアや地方航空会社に対してさまざまな規制を行った。
1970年代後半、カナディアン・ナショナル鉄道 (CNR)と合わせて、エア・カナダは国営企業から離脱し、民営化された。
エア・カナダのパイロットたちは1998年9月2日に会社の歴史始まって以来初めてストライキを起こした。カナダで2番目に大きな航空会社「カナディアン航空」を買収した2000年以降、世界で12番目に大きな商業航空会社となる。
2002年度、エア・カナダはカナダの20都市、アメリカ合衆国への35路線とアジア、オーストラリア、カリブ、ヨーロッパ、メキシコ、インド及び南米の47都市へ直接旅客サービスとして定期及びチャーター便の運航を行っている。この航空会社は平均すると毎日740便近く、毎年2300万人の顧客にサービスを行っている。
2003年4月1日、エア・カナダは破産保護の申請をした。エア・カナダは最終的に19カ月後の2004年9月30日に破産保護を明らかにした。ACE航空ホールディングス株式会社 (ACE Aviation Holdings Inc.) がエア・カナダを所有し再建する新しい親会社となった。
2017年2月に新塗装を発表。同国で建国150周年を迎えるためで、現行塗装の水色から1代前とほぼ同じ白と黒をまとう。

## 保有機材

### 運航機材
| 機材                             | 運用数 | 発注数 | 座席数 | 座席数 | 座席数 | 座席数 | 備考                                                                                         |
| 機材                             | 運用数 | 発注数 | C      | W      | Y      | 合計   | 備考                                                                                         |
| -------------------------------- | ------ | ------ | ------ | ------ | ------ | ------ | -------------------------------------------------------------------------------------------- |
| エアバスA220-300                 | 34     | 31     | 12     | -      | 125    | 137    | 10機のオプション付き                                                                         |
| エアバスA319-100                 | 3      | -      | 14     | -      | 106    | 120    |                                                                                              |
| エアバスA319-100                 | 3      | -      | 12     | -      | 124    | 136    |                                                                                              |
| エアバスA320-200                 | 17     | -      | 14     | -      | 132    | 146    |                                                                                              |
| エアバスA320-200                 | 17     | -      | 12     | -      | 138    | 150    |                                                                                              |
| エアバスA320-200                 | 17     | -      | 8      | -      | 144    | 152    |                                                                                              |
| エアバスA321-200                 | 20     | -      | 8      | -      | 176    | 184    |                                                                                              |
| エアバスA321-200                 | 20     | -      | 16     | -      | 174    | 190    |                                                                                              |
| エアバスA321-200                 | 20     | -      | 16     | -      | 180    | 196    |                                                                                              |
| エアバスA321XLR                  | -      | 30     | 14     | -      | 168    | 182    | 2025年より受領予定 10機の追加購入権付き                                                      |
| エアバスA330-300                 | 20     | -      | 30     | -      | 255    | 285    |                                                                                              |
| エアバスA330-300                 | 20     | -      | 32     | 24     | 241    | 297    |                                                                                              |
| ボーイング737-8 MAX              | 47     | 6      | 16     | -      | 153    | 169    | 10機のオプション付き 2025年までに受領予定 2028年までに全機をエア・カナダ・ルージュに移管予定 |
| ボーイング737-8 MAX              | 47     | 6      | -      | -      | 189    | 189    | 10機のオプション付き 2025年までに受領予定 2028年までに全機をエア・カナダ・ルージュに移管予定 |
| ボーイング777-200LR              | 6      | -      | 40     | 24     | 236    | 300    |                                                                                              |
| ボーイング777-300ER              | 19     | -      | 40     | 24     | 336    | 400    |                                                                                              |
| ボーイング777-300ER              | 19     | -      | 28     | 24     | 398    | 450    |                                                                                              |
| ボーイング787-8                  | 8      | -      | 20     | 21     | 214    | 255    |                                                                                              |
| ボーイング787-9                  | 32     | -      | 30     | 21     | 247    | 298    |                                                                                              |
| ボーイング787-10                 | -      | 18     | 未定   | 未定   | 未定   | 未定   | 2025年度以降受領予定 オプション12機付き                                                      |
| ハート ES-30                     | -      | 30     | -      | -      | 30     | 30     | 2028年より受領予定                                                                           |
| エア・カナダ・ジェッツ           |        |        |        |        |        |        |                                                                                              |
| エアバスA320-200                 | 4      | -      | 70     | -      | -      | 70     |                                                                                              |
| エア・カナダ・エクスプレス       |        |        |        |        |        |        |                                                                                              |
| ボンバルディア CRJ-900           | 35     | -      | 12     | -      | 64     | 76     | ジャズ航空による運航                                                                         |
| デ・ハビラント・カナダ DHC-8-400 | 39     | -      | -      | -      | 74     | 74     | ジャズ航空による運航                                                                         |
| デ・ハビラント・カナダ DHC-8-400 | 39     | -      | -      | -      | 78     | 78     | ジャズ航空による運航                                                                         |
| エンブラエル E175                | 25     | -      | 12     | -      | 64     | 76     | ジャズ航空による運航                                                                         |
| エア・カナダ・ルージュ           |        |        |        |        |        |        |                                                                                              |
| エアバスA319-100                 | 18     | -      | 12     | -      | 124    | 136    | 2028年までに737MAXに置き換え予定                                                             |
| エアバスA320-200                 | 5      | -      | 12     | -      | 156    | 168    | 2028年までに737MAXに置き換え予定                                                             |
| エアバスA321-200                 | 14     | -      | 12     | -      | 184    | 196    | 2028年までに737MAXに置き換え予定                                                             |
| エア・カナダ・カーゴ             |        |        |        |        |        |        |                                                                                              |
| ボーイング767-300ER/BDSF         | 6      | -      | 貨物   | 貨物   | 貨物   | 貨物   |                                                                                              |
| 合計                             | 352    | 115    |        |        |        |        |                                                                                              |

同社が発注したボーイング製航空機の顧客番号（カスタマーコード）は33で、航空機の形か式名は767-333ER、777-233LR、777-333ERなどとなる。ただし、合併前にカナディアン航空で使用していた機材については、カナディアン航空時代のカスタマーコード75が与えられている。

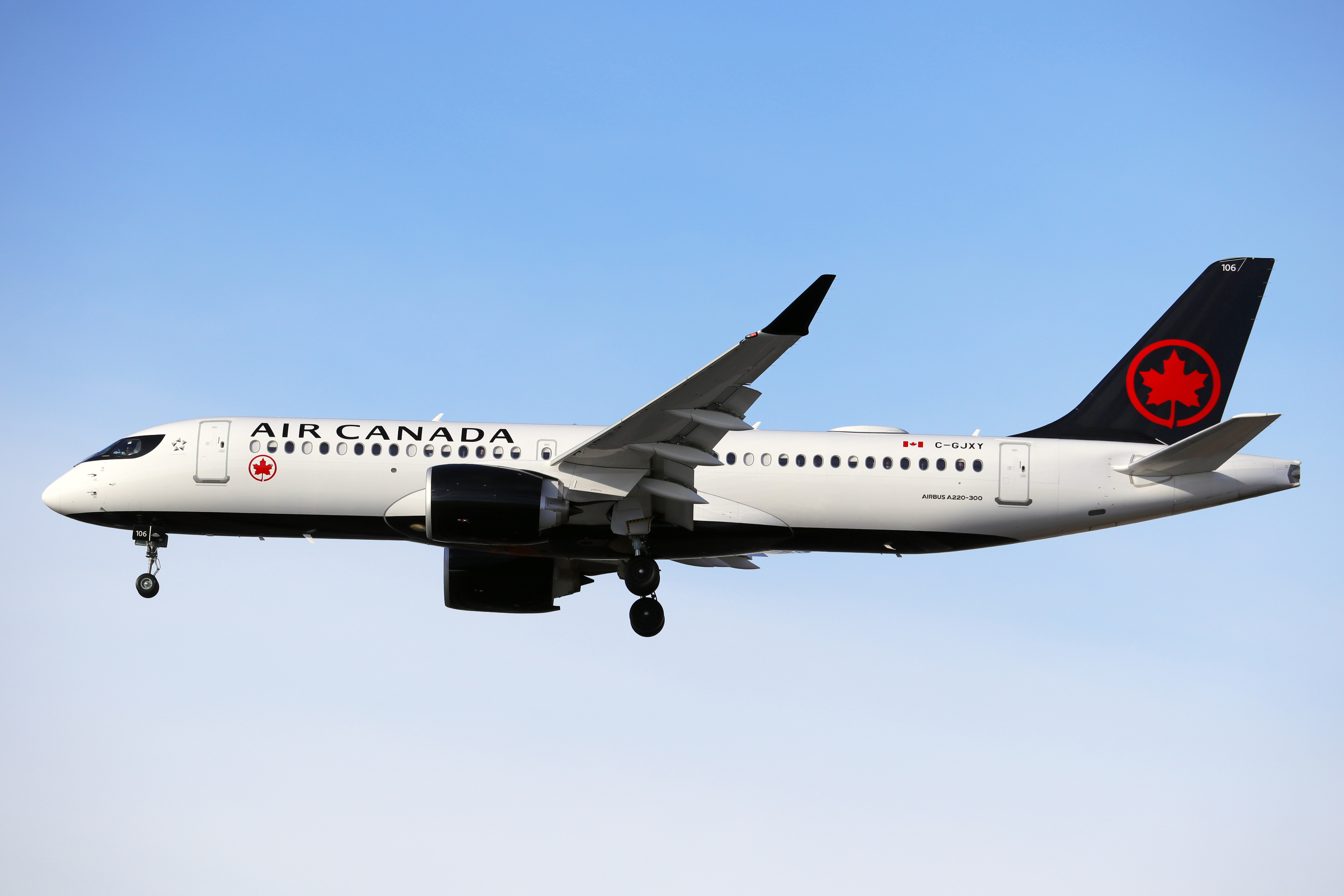
エアバスA220-300
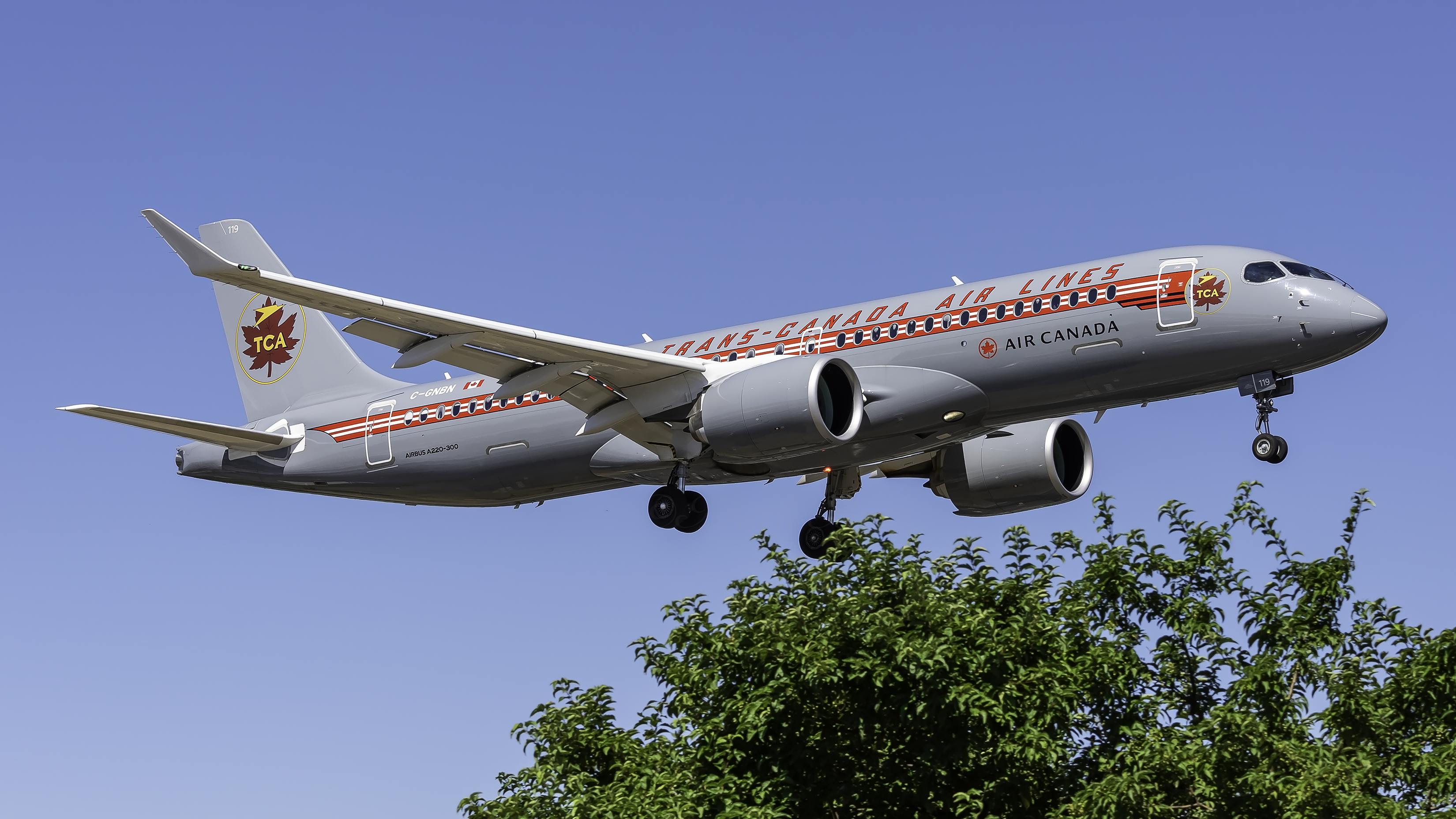
エアバスA220-300（レトロ塗装）
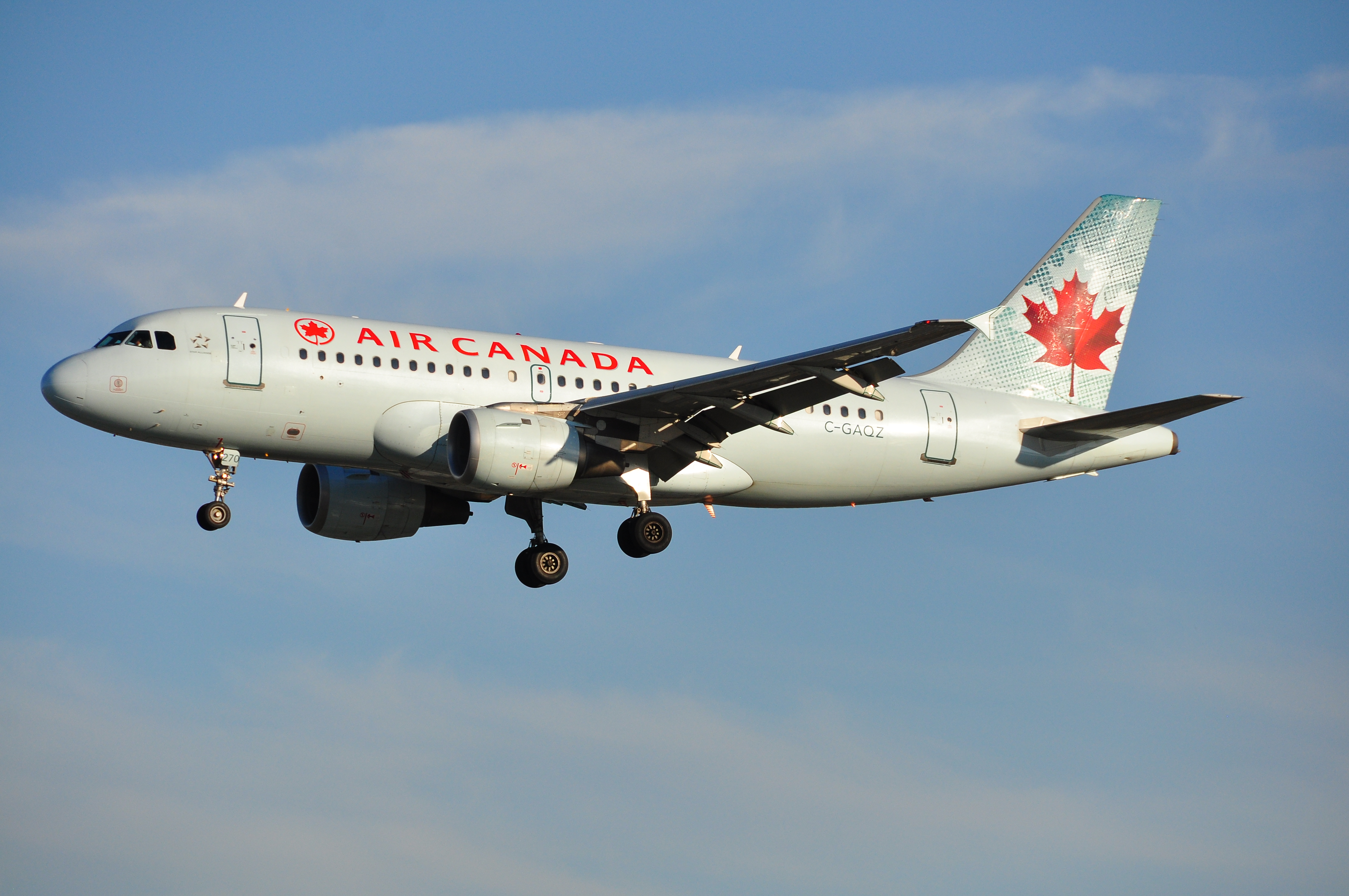
エアバスA319-100（旧塗装）
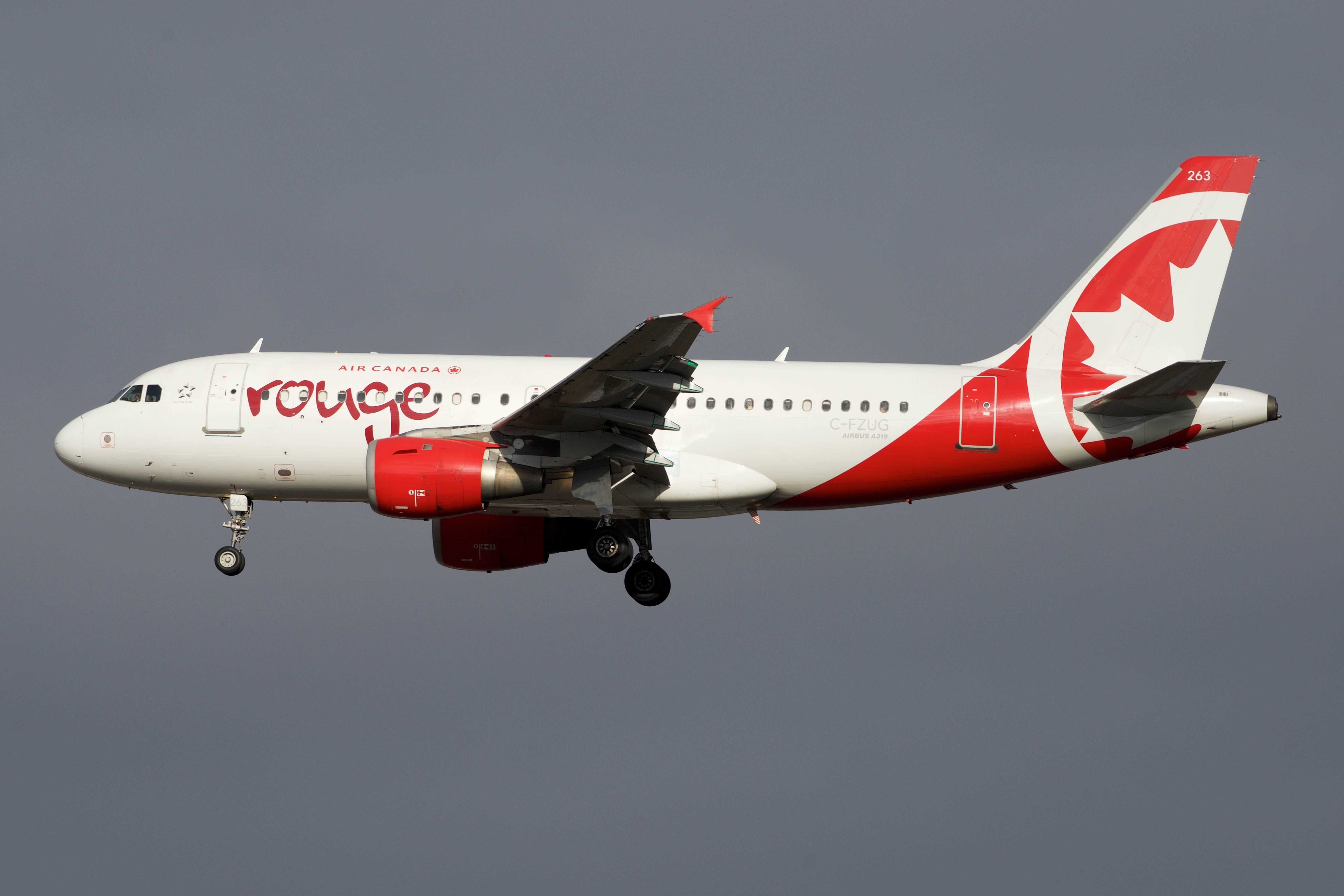
エアバスA319-100（エア・カナダ・ルージュ）
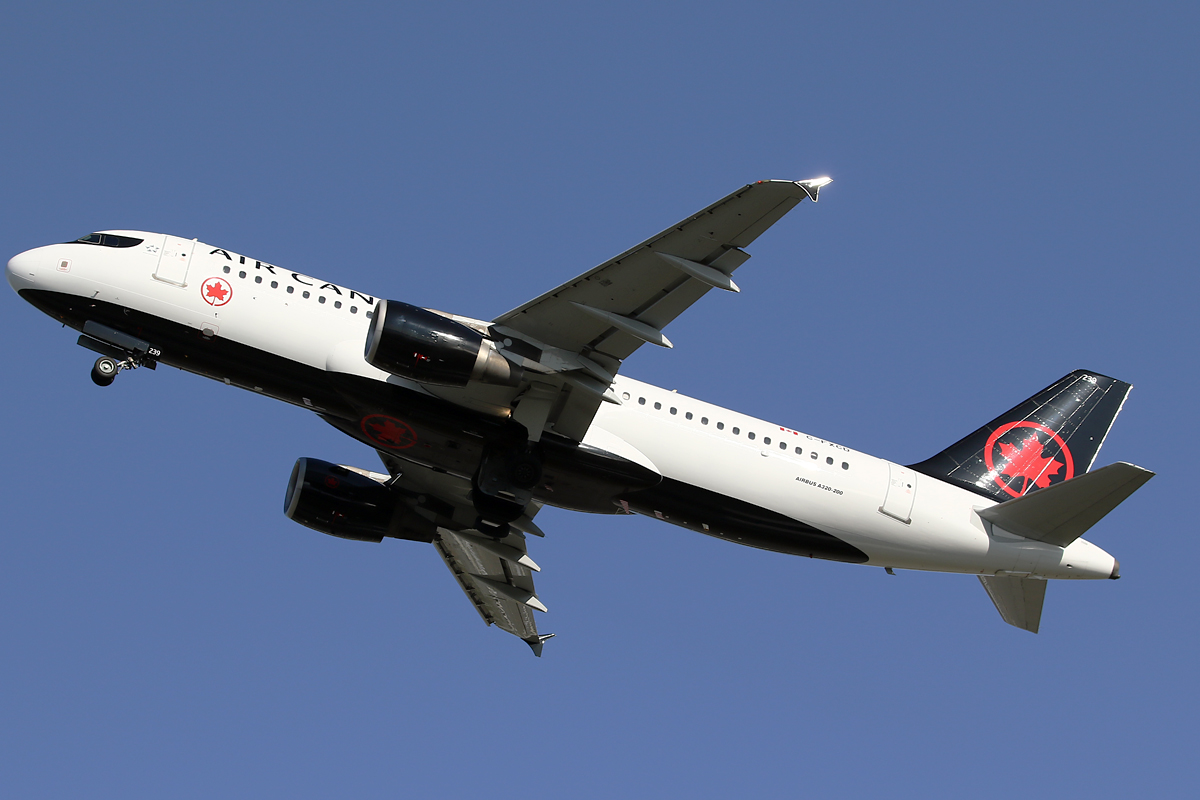
エアバスA320-200
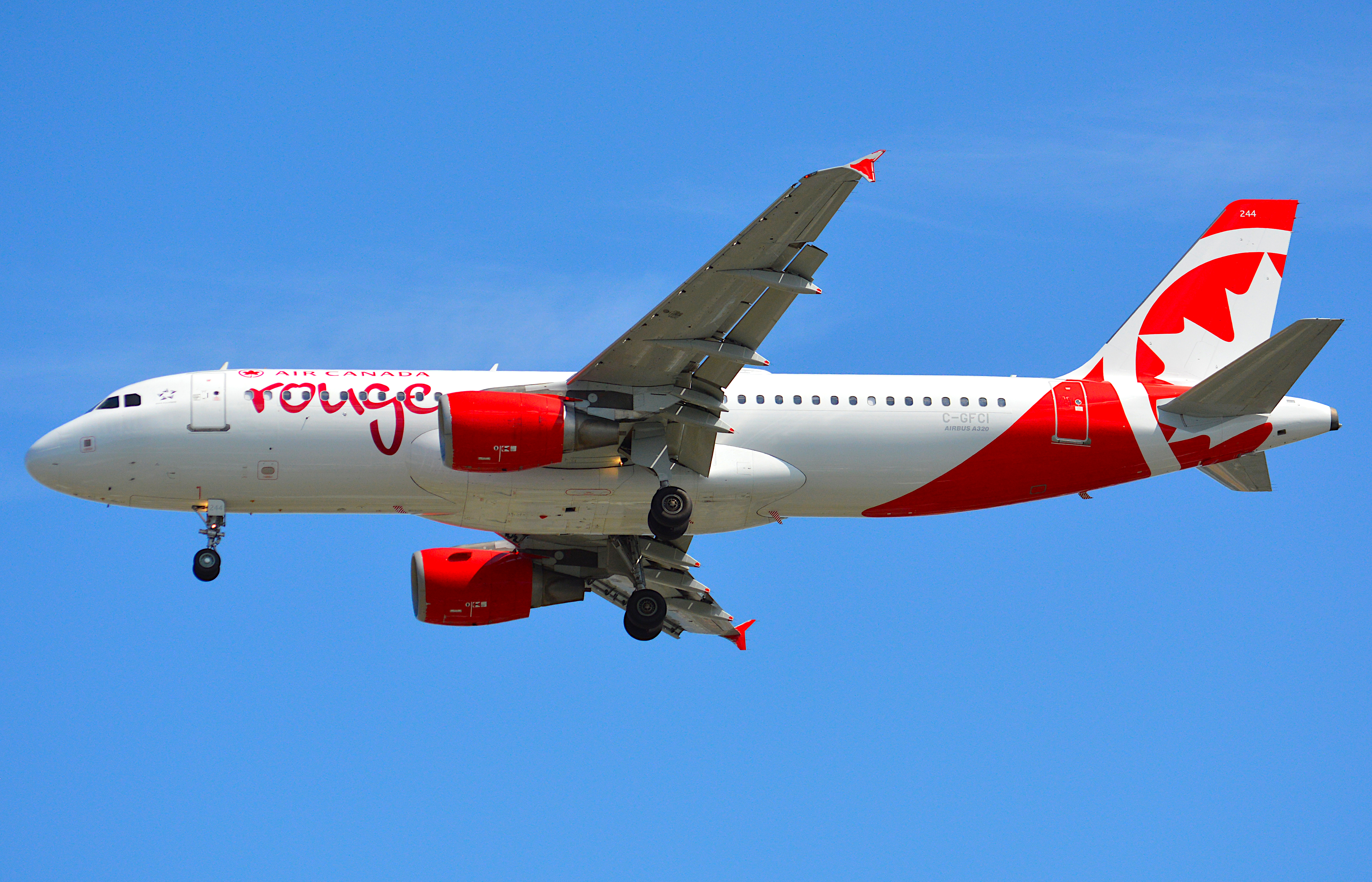
エアバスA320-200（エア・カナダ・ルージュ）
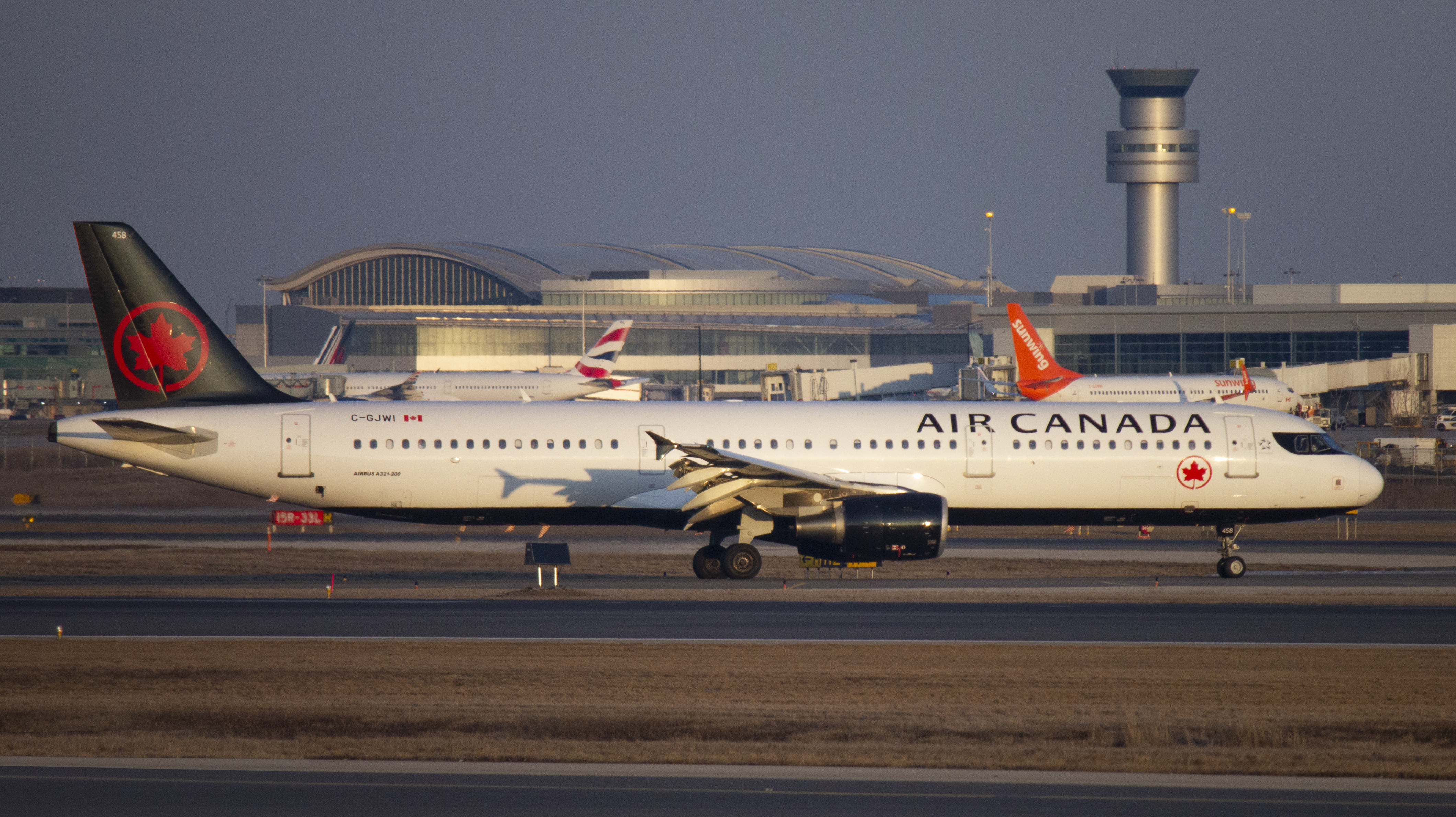
エアバスA321-200
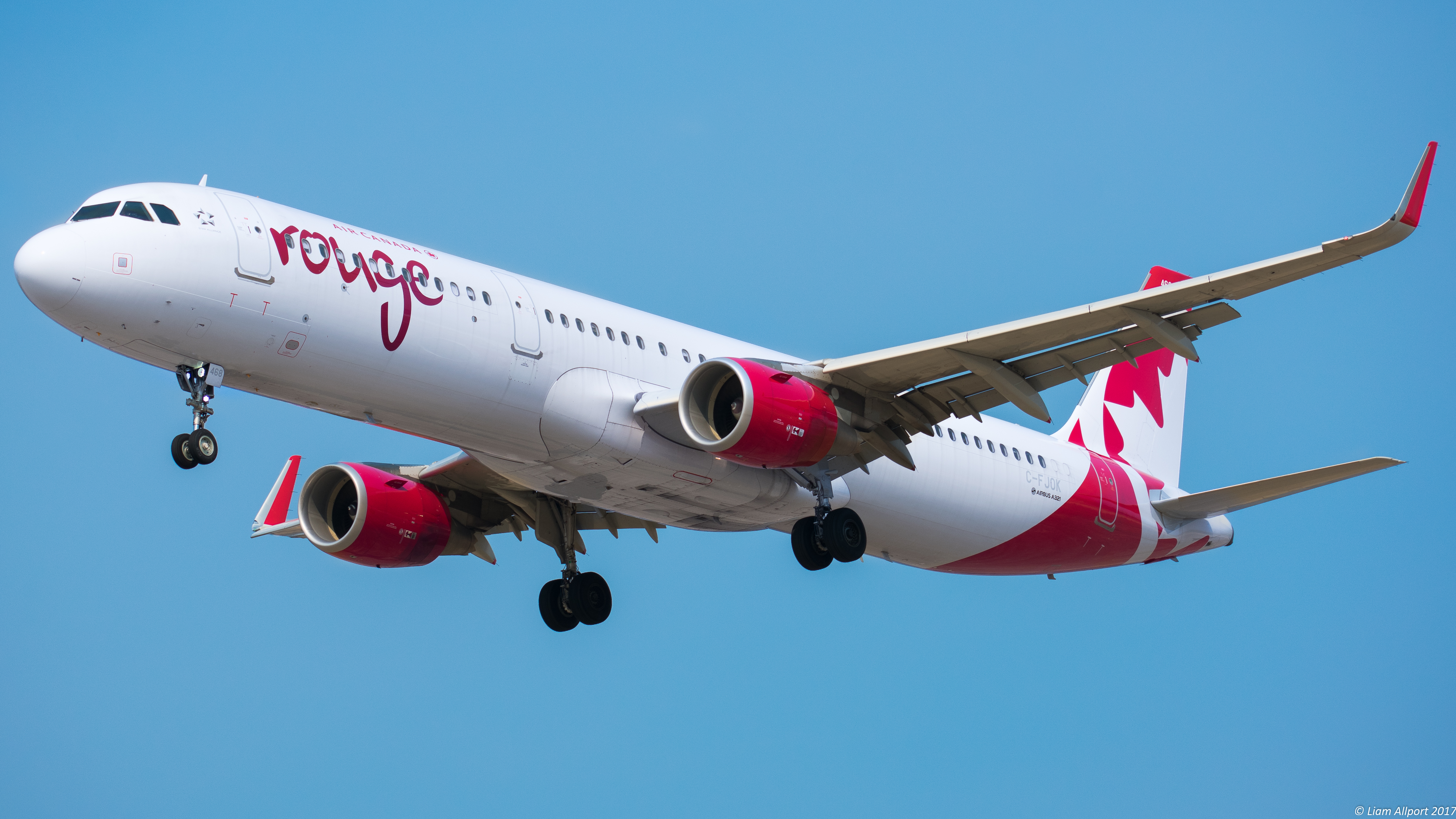
エアバスA321-200（エア・カナダ・ルージュ）
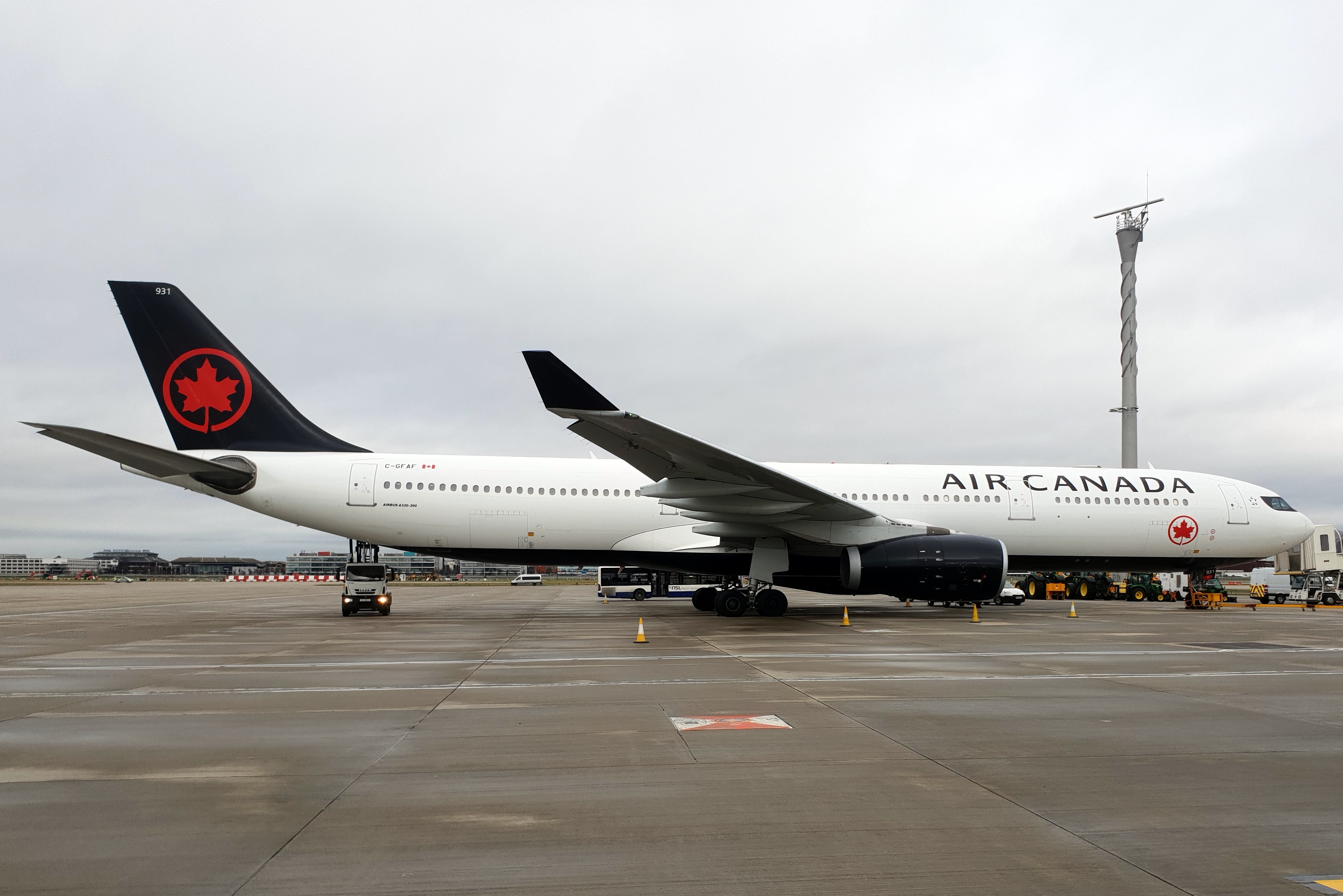
エアバスA330-300
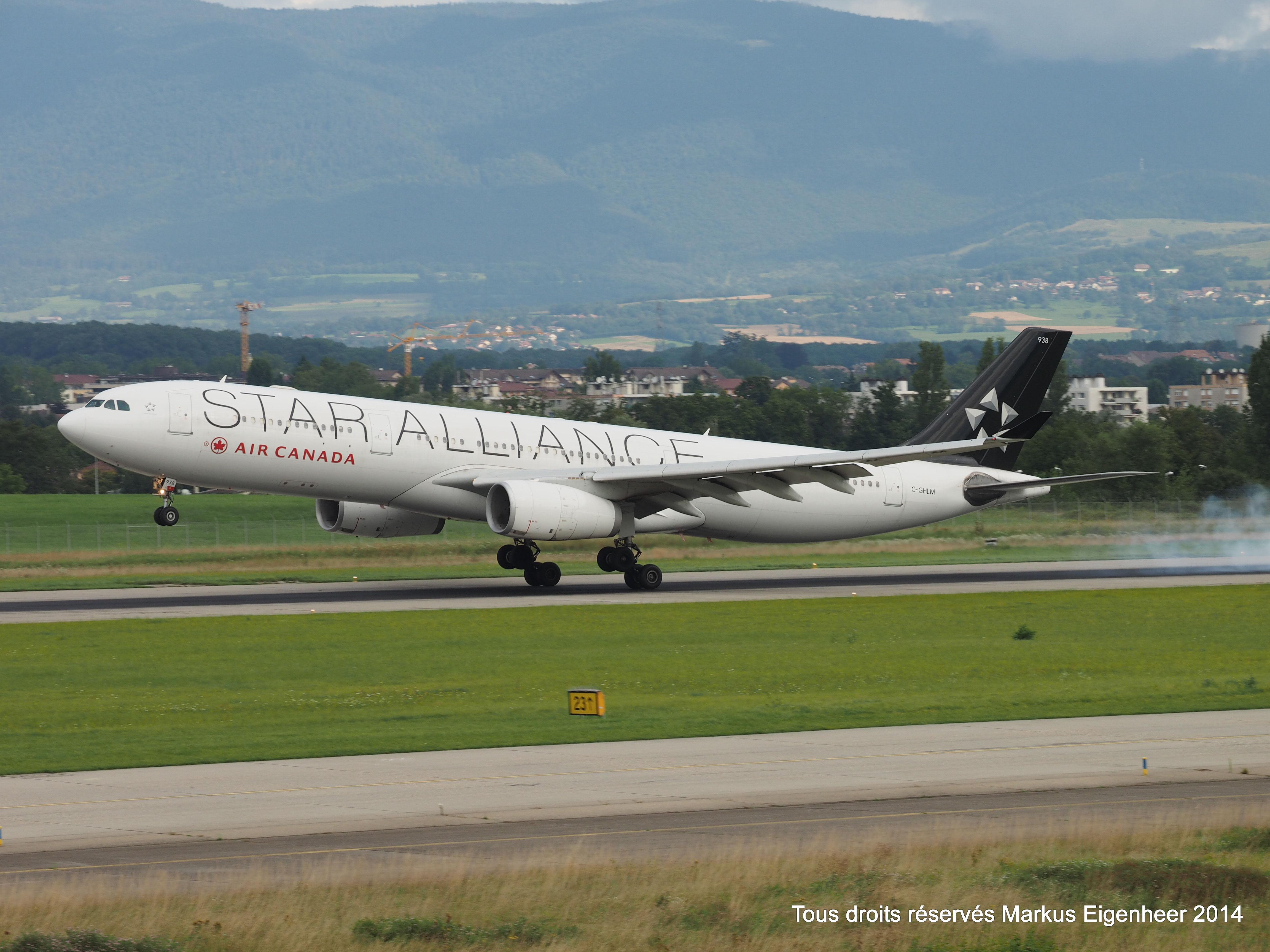
エアバスA330-300（スターアライアンス塗装）
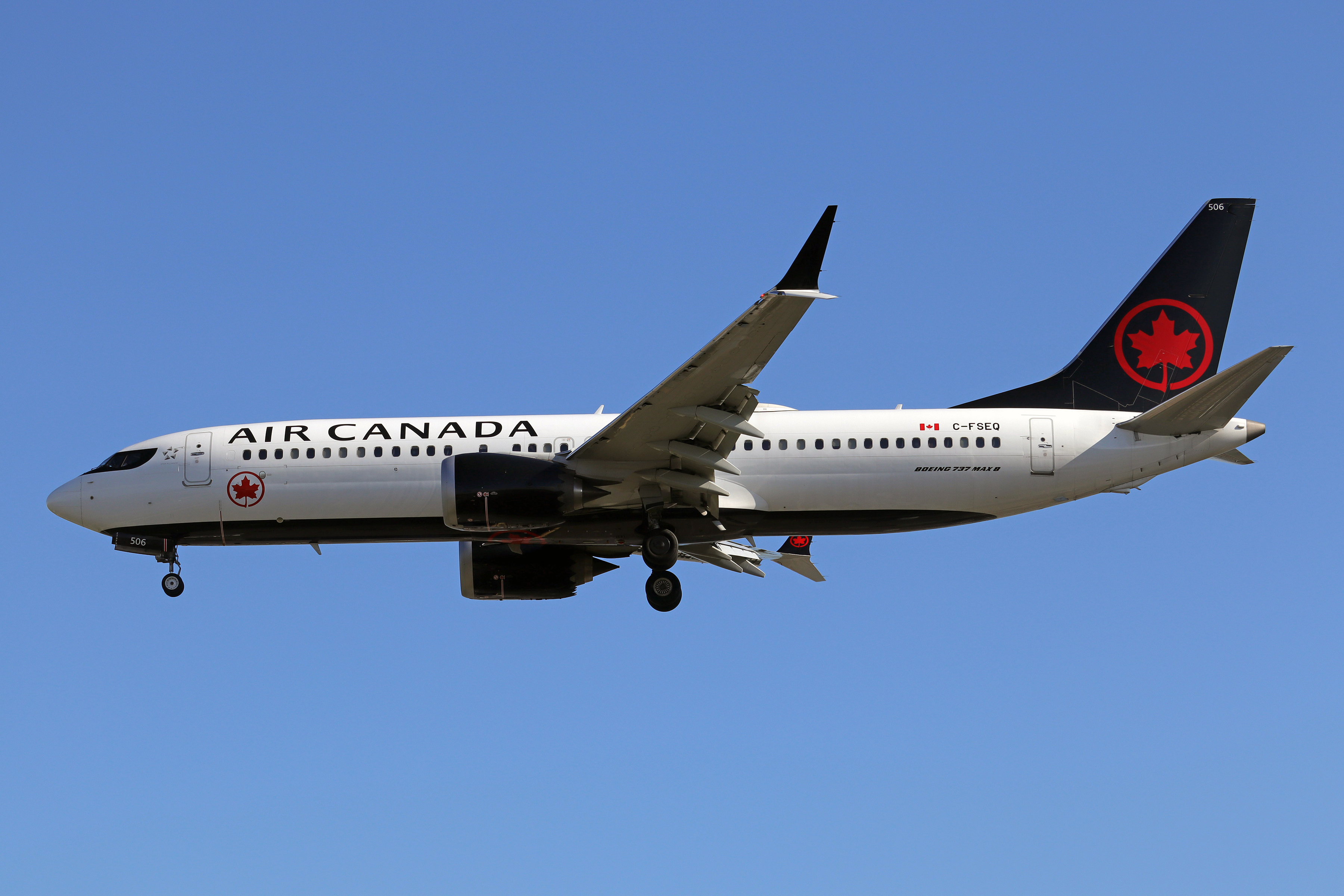
ボーイング737 MAX 8
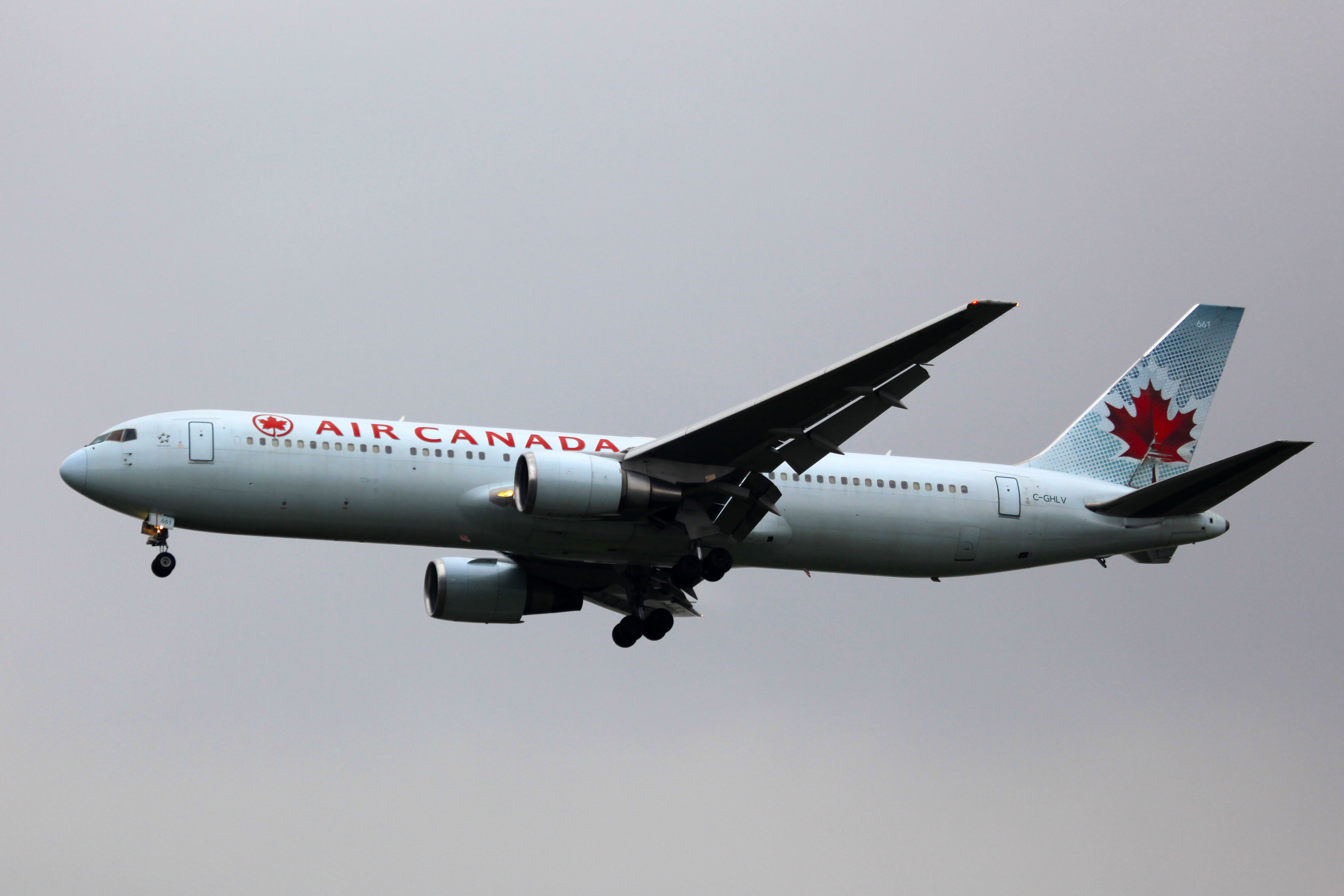
ボーイング767-300ER
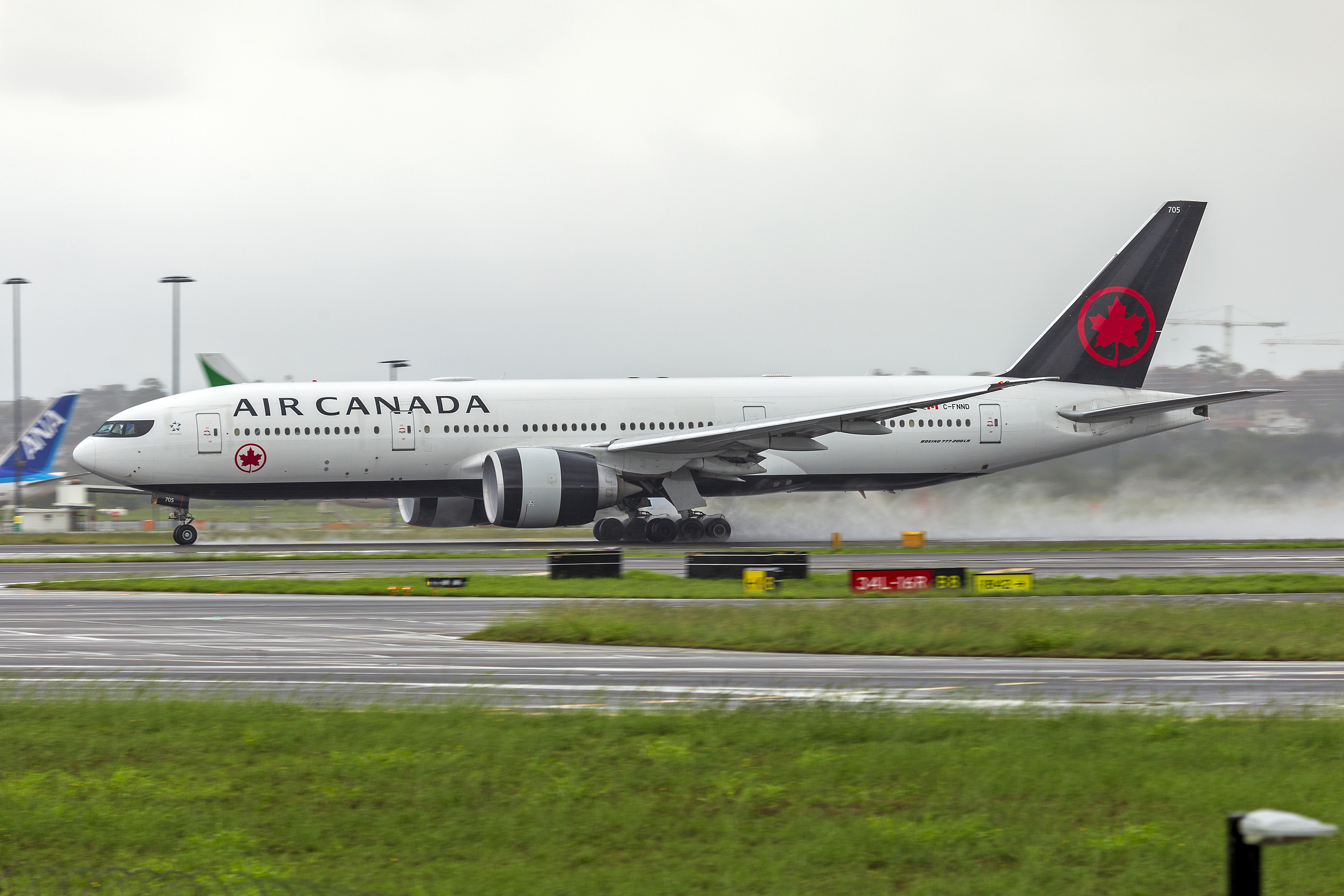
ボーイング777-200LR
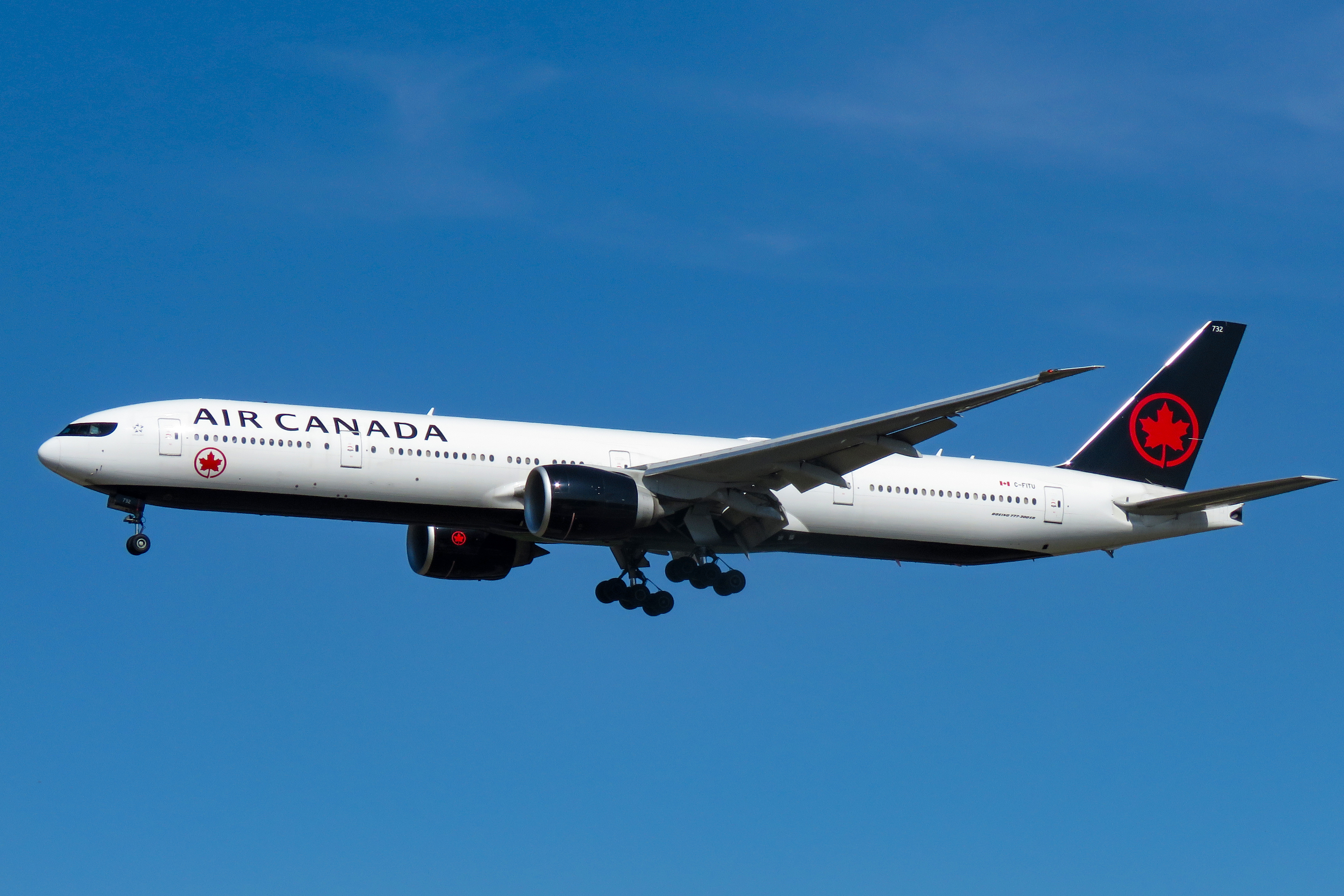
ボーイング777-300ER
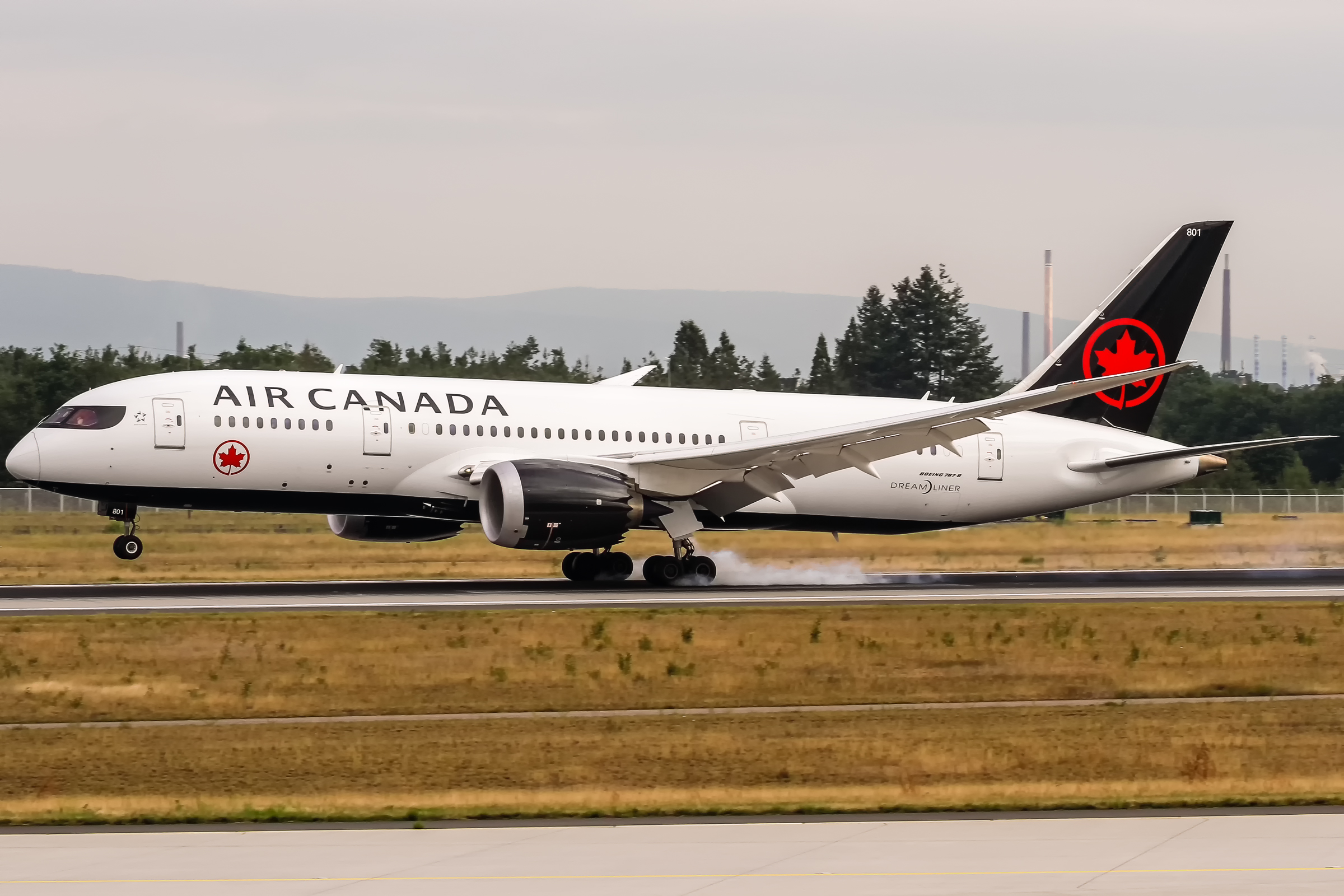
ボーイング787-8
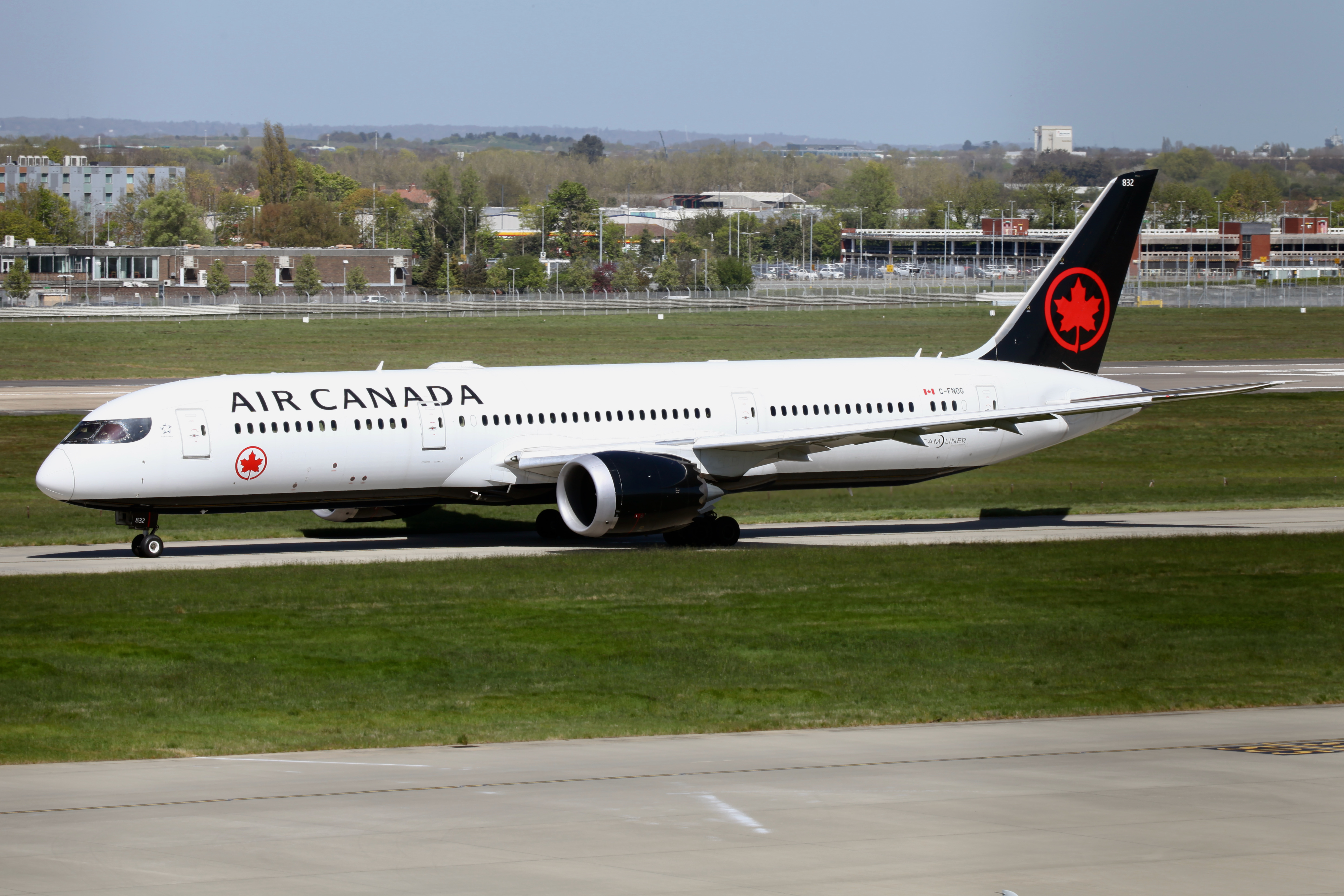
ボーイング787-9
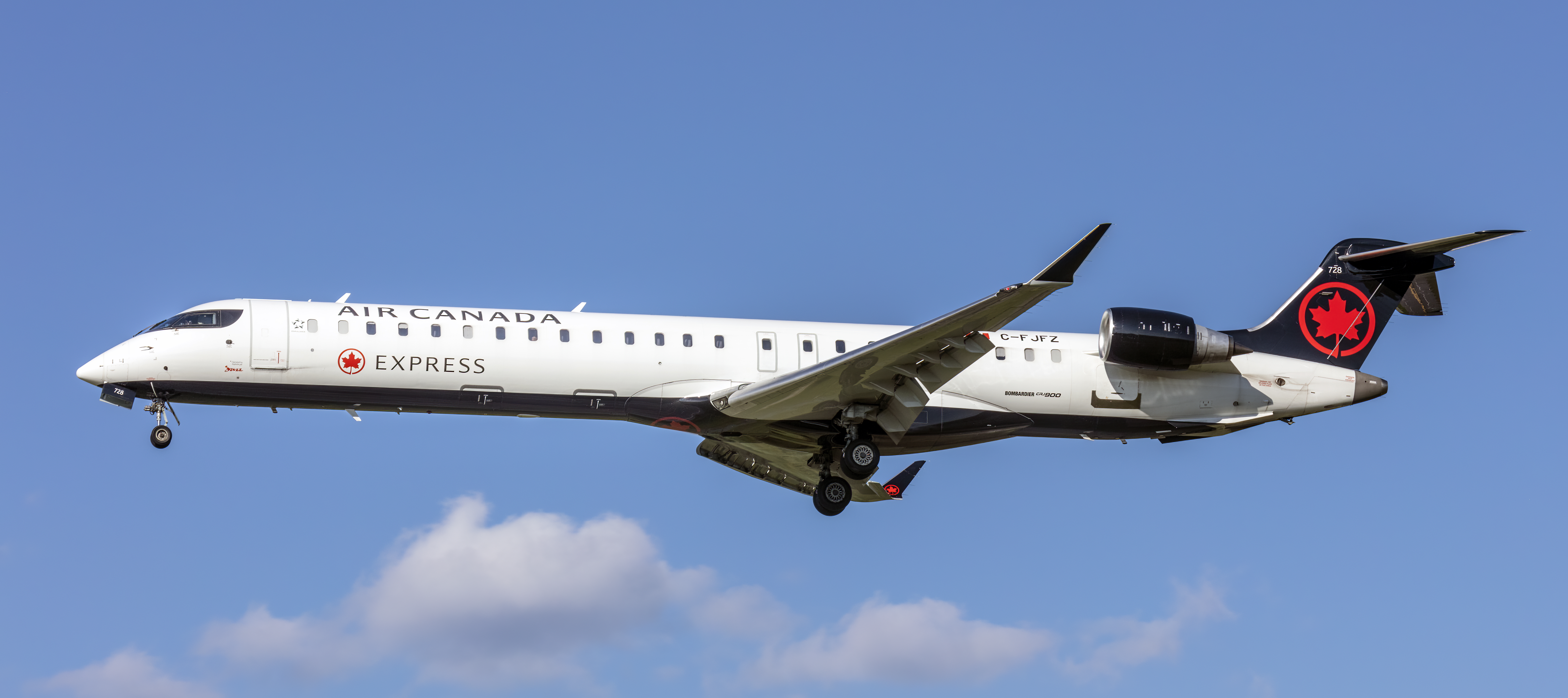
ボンバルディアCRJ-900
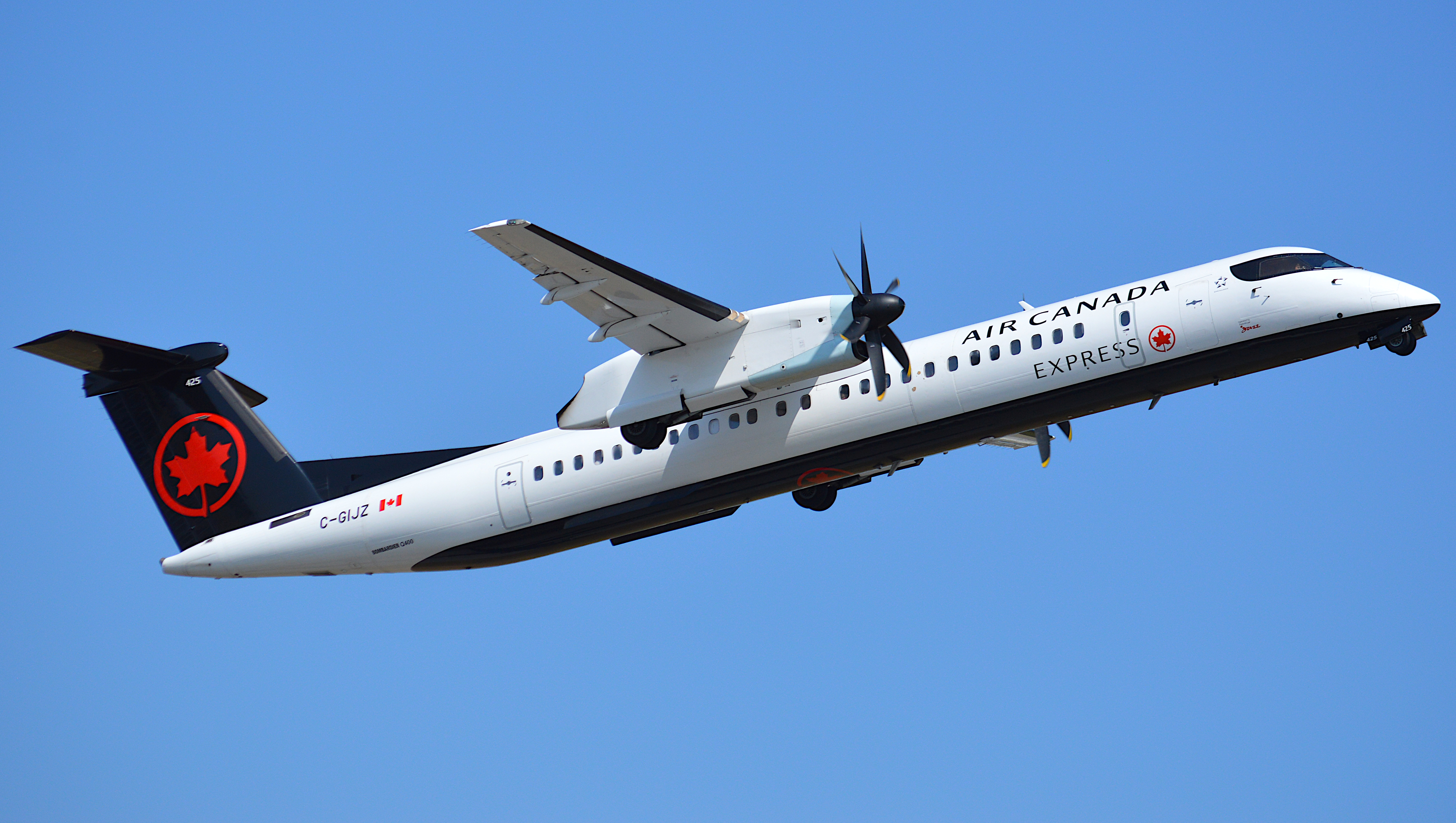
デ・ハビラント・カナダ DHC-8-400
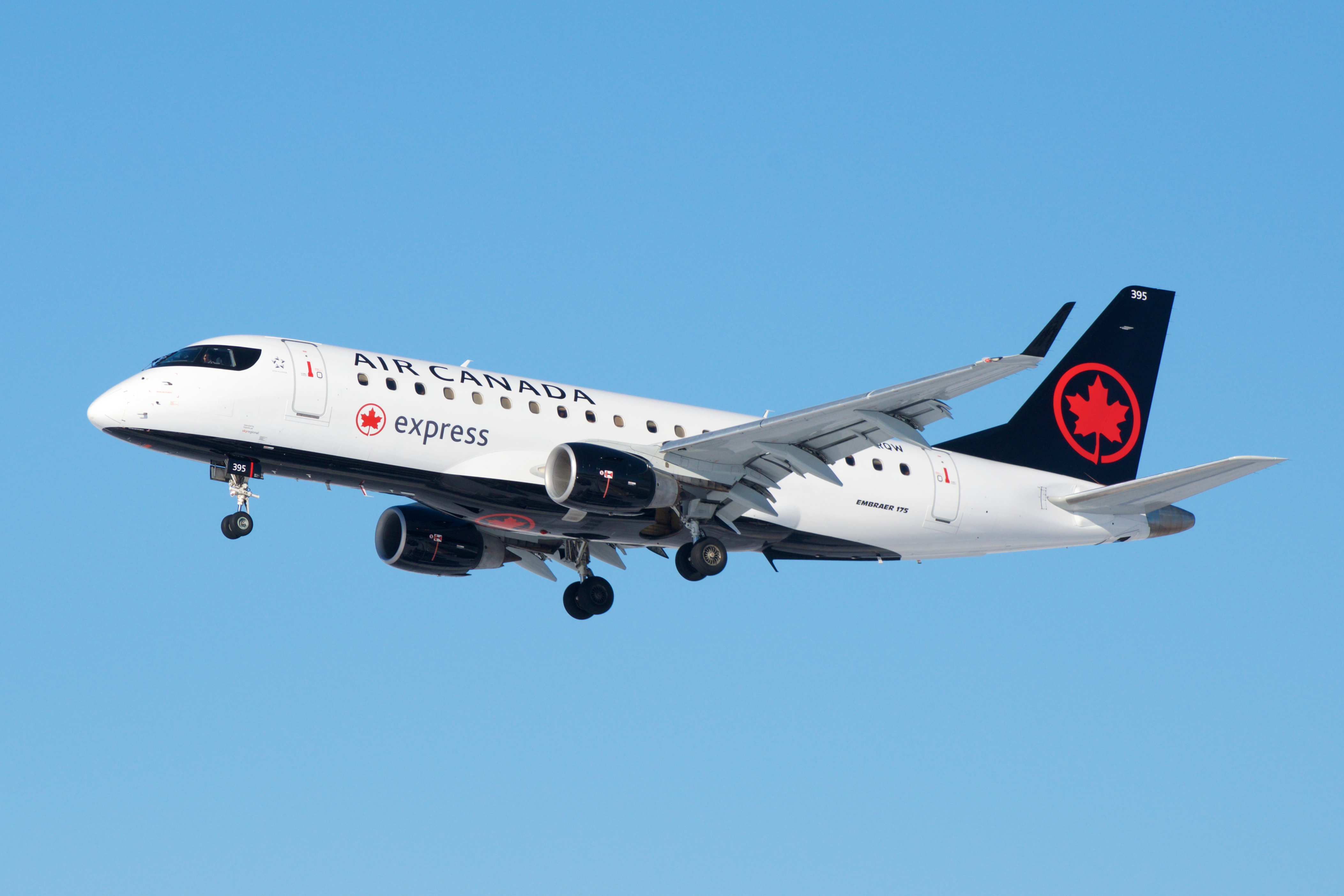
エンブラエル175

### 退役済機材
- アブロ ランカストリアン
- エアバスA340-300/500
- BAe 146-200
- ボーイング・ステアマン モデル75
- ボーイング727-200
- ボーイング737-200
- ボーイング747-100/200B(M)
- ボーイング747-400/400M
- ボーイング767-200/200ER/300F
- ボンバルディア CRJ-100/200
- ブリストル31フレイター
- カナデアー ノーススターDC-4M2
- デ・ハビランド・カナダ DHC-8-100/300
- ダグラス DC-3
- ダグラス DC-8-40/50/60/70
- エンブラエル E190
- フォッカー F28
- ロッキード L-10A エレクトラ
- ロッキード L-14 スーパーエレクトラ
- ロッキード L-18 ロードスター1808A
- ロッキード L-1011-1/15/100/500 トライスター
- ロッキード L-1049 スーパーコンステレーション
- マクドネル・ダグラス DC-9-32
- マクドネル・ダグラス DC-10-10/30
- ビッカース ヴァンガード

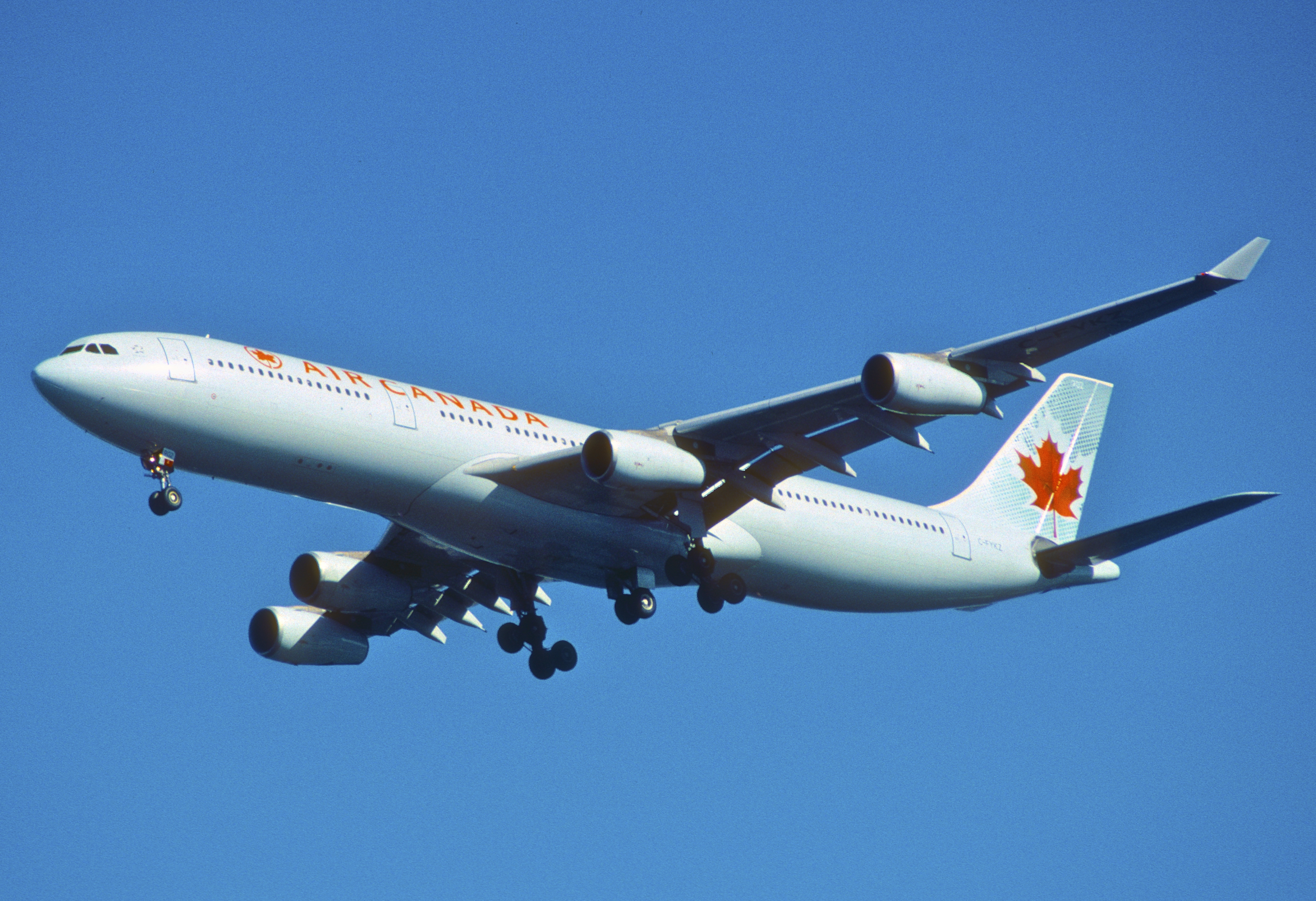
エアバスA340-300
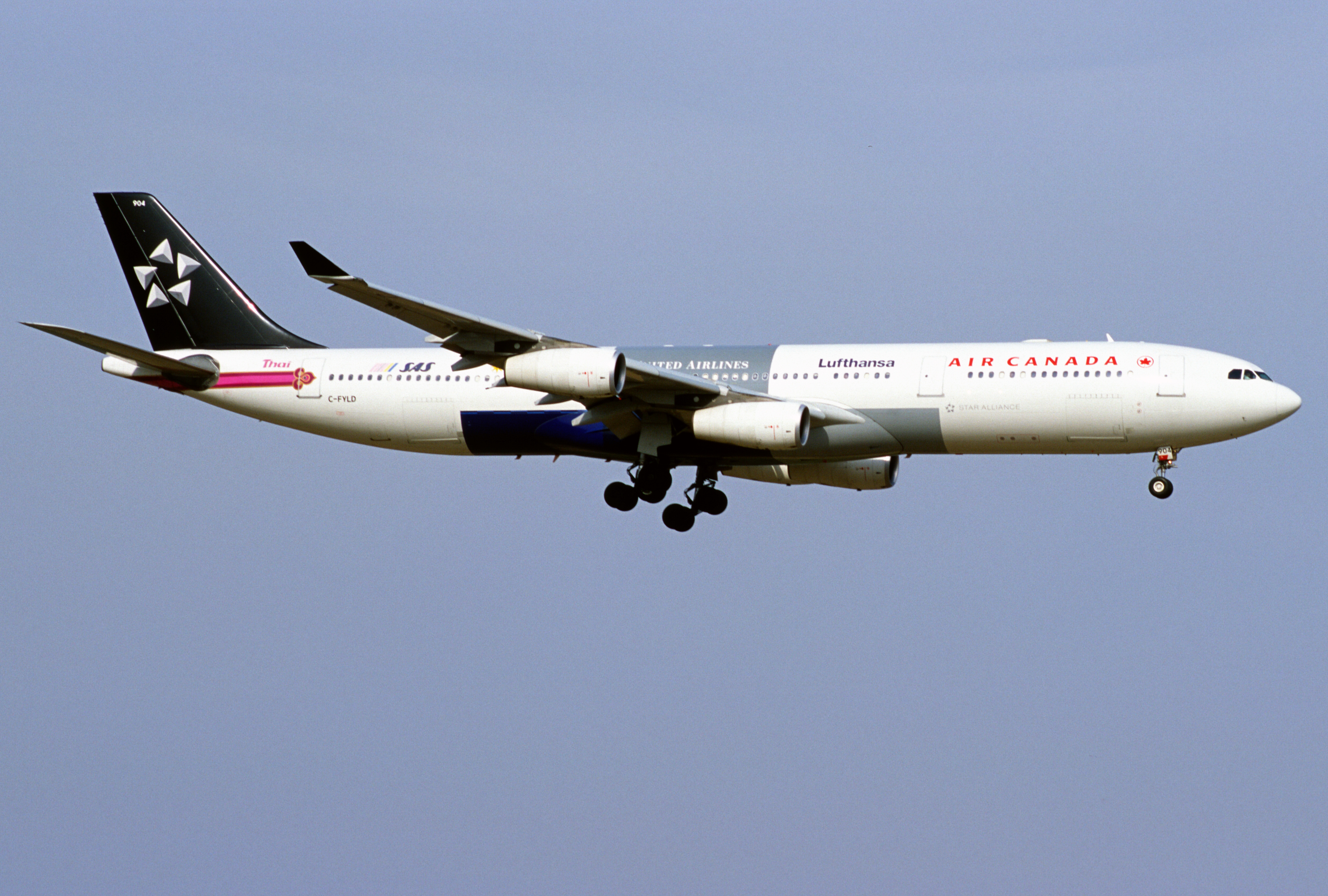
エアバスA340-300（スターアライアンス塗装）
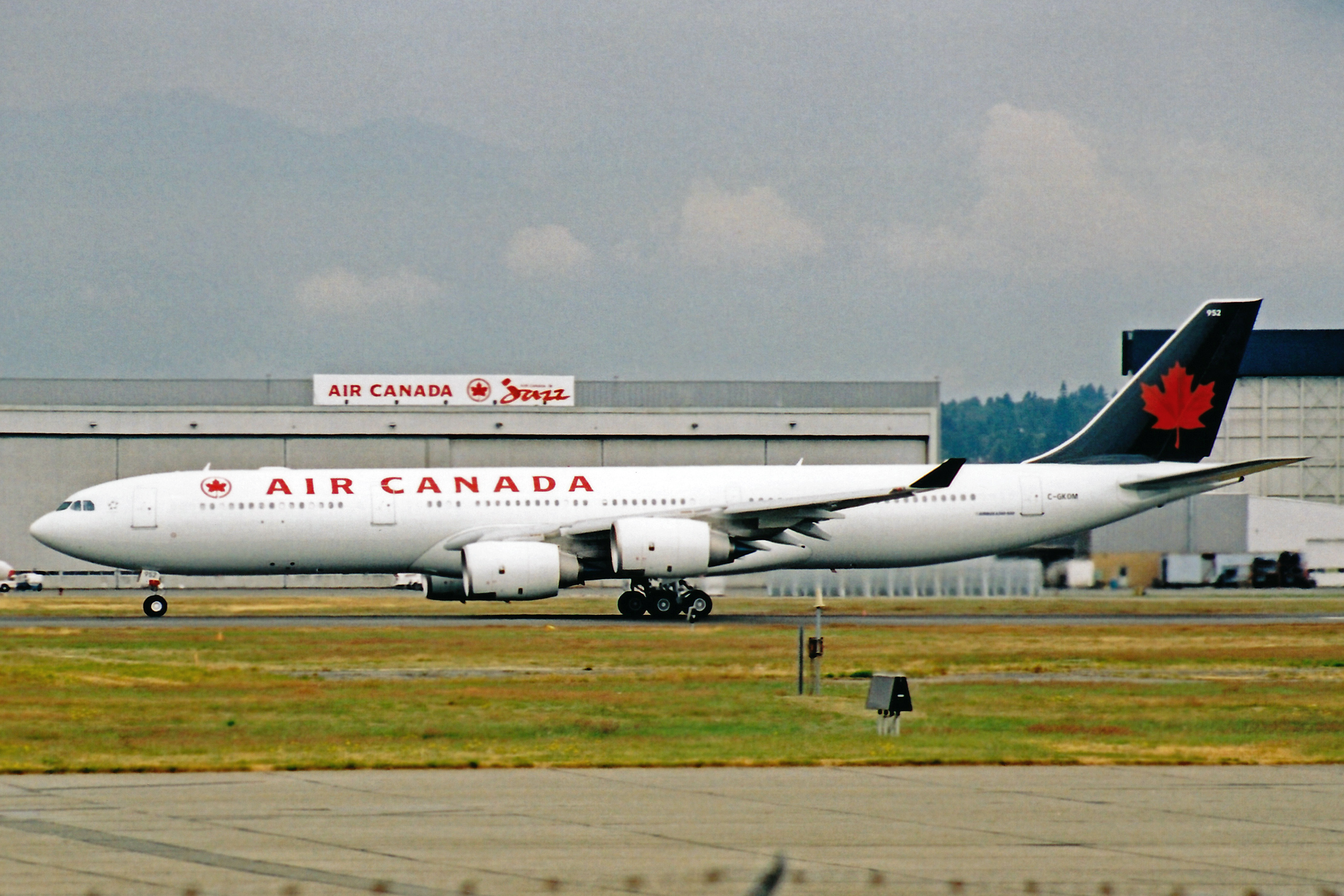
エアバスA340-500
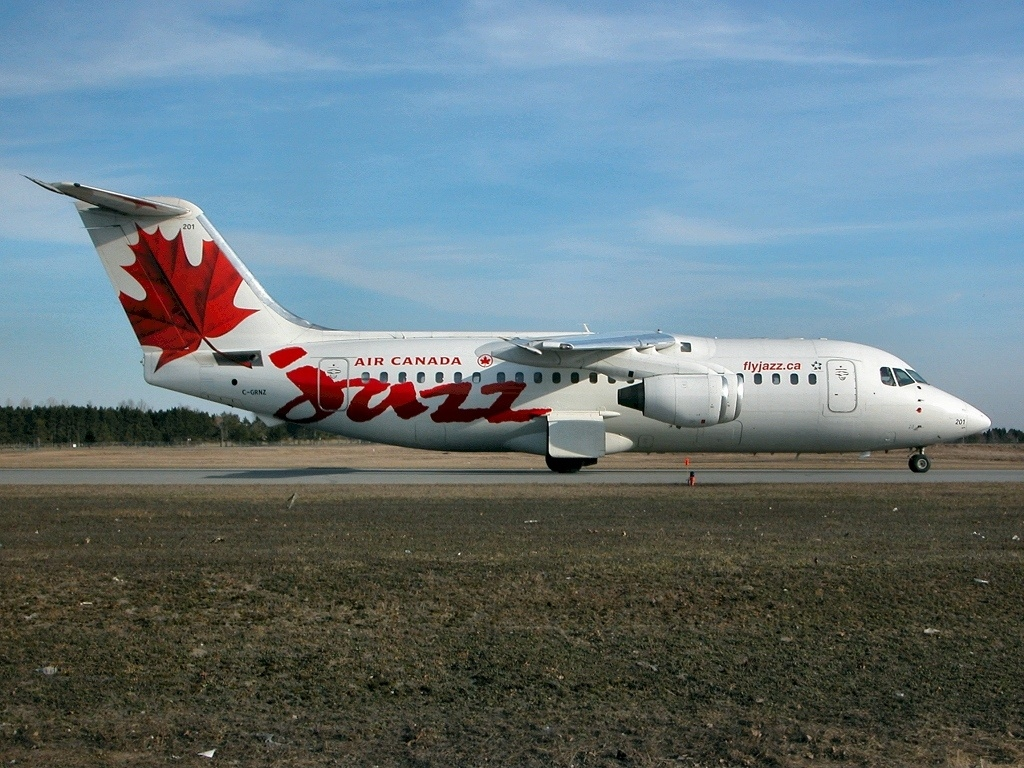
BAe 146-200（エア・カナダ・ジャズ）
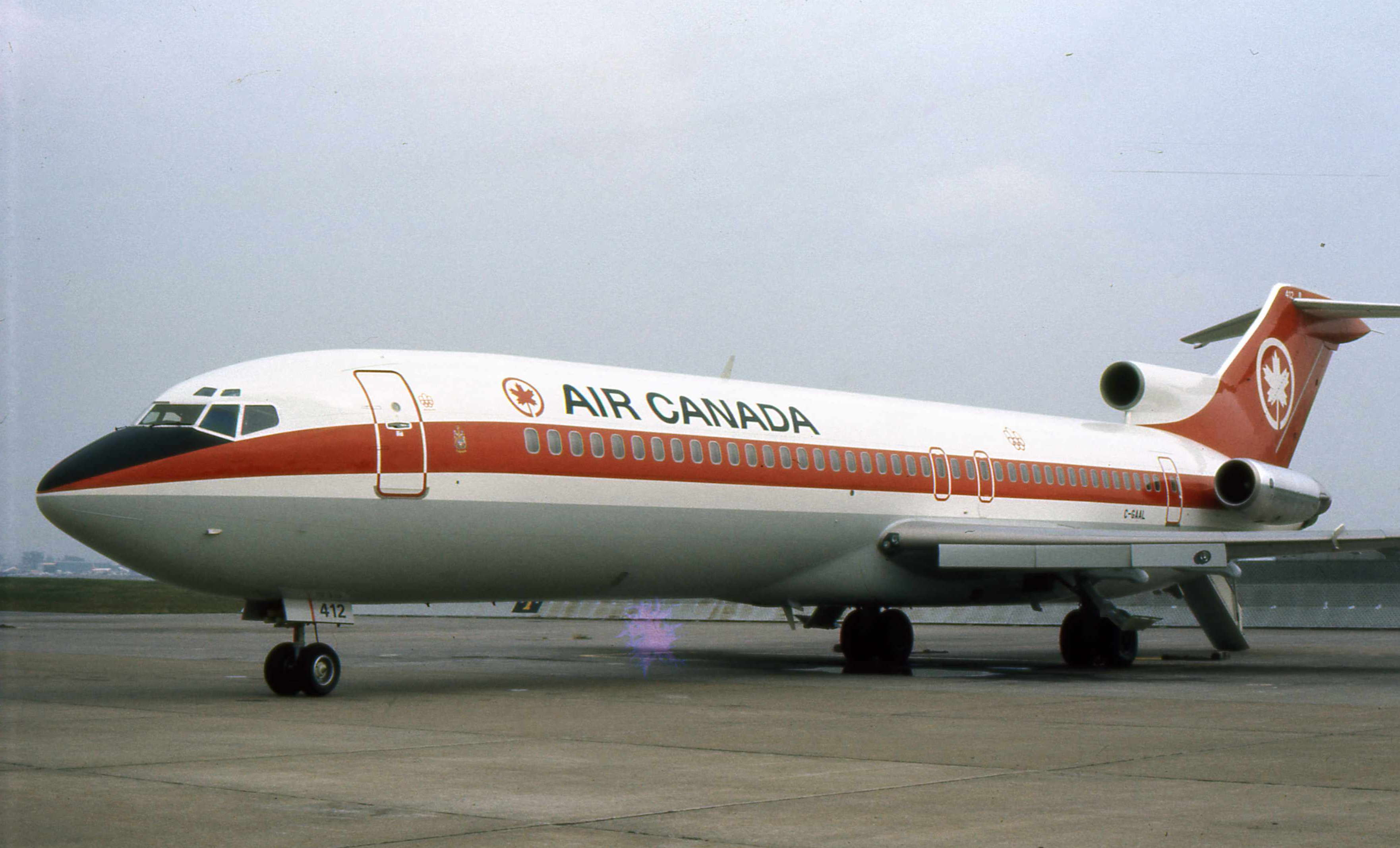
ボーイング727-200
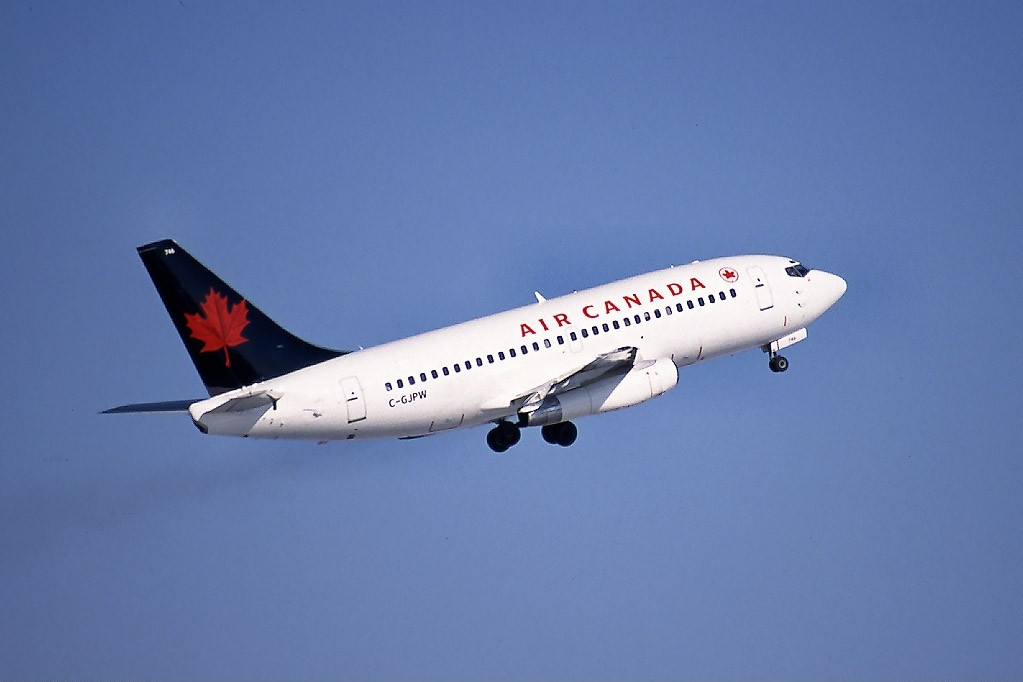
ボーイング737-200adv
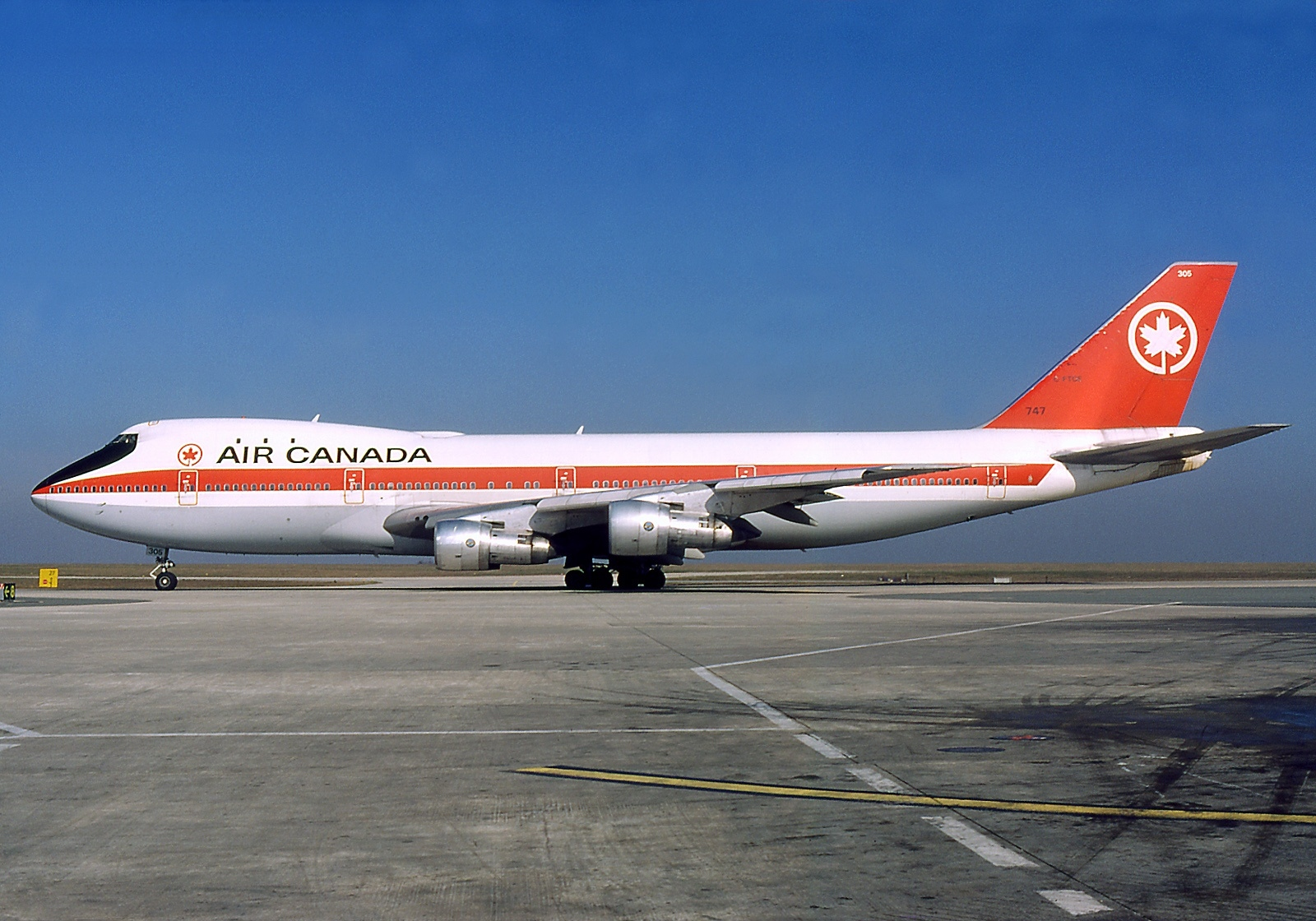
ボーイング747-100
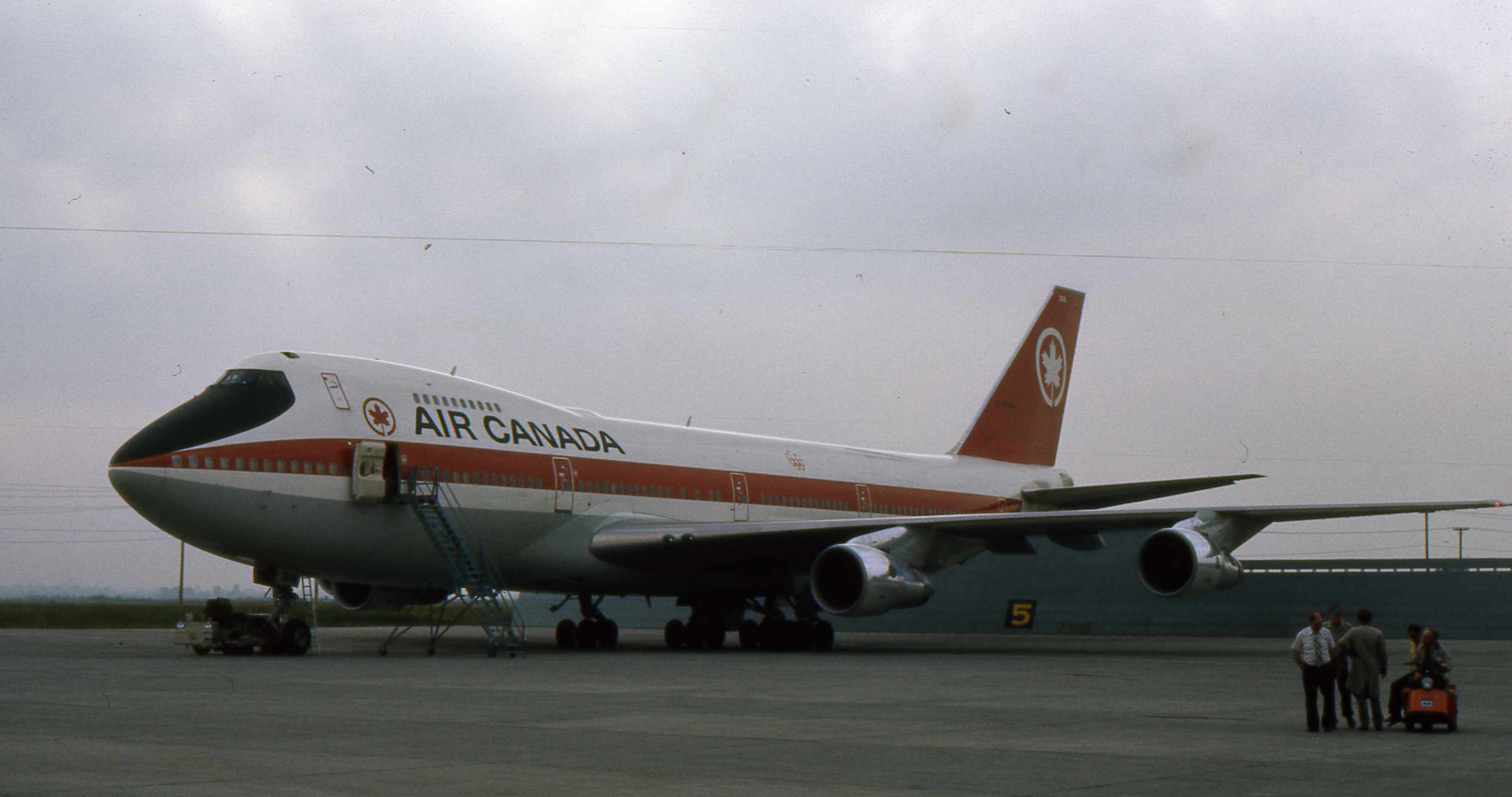
ボーイング747-200B(M)
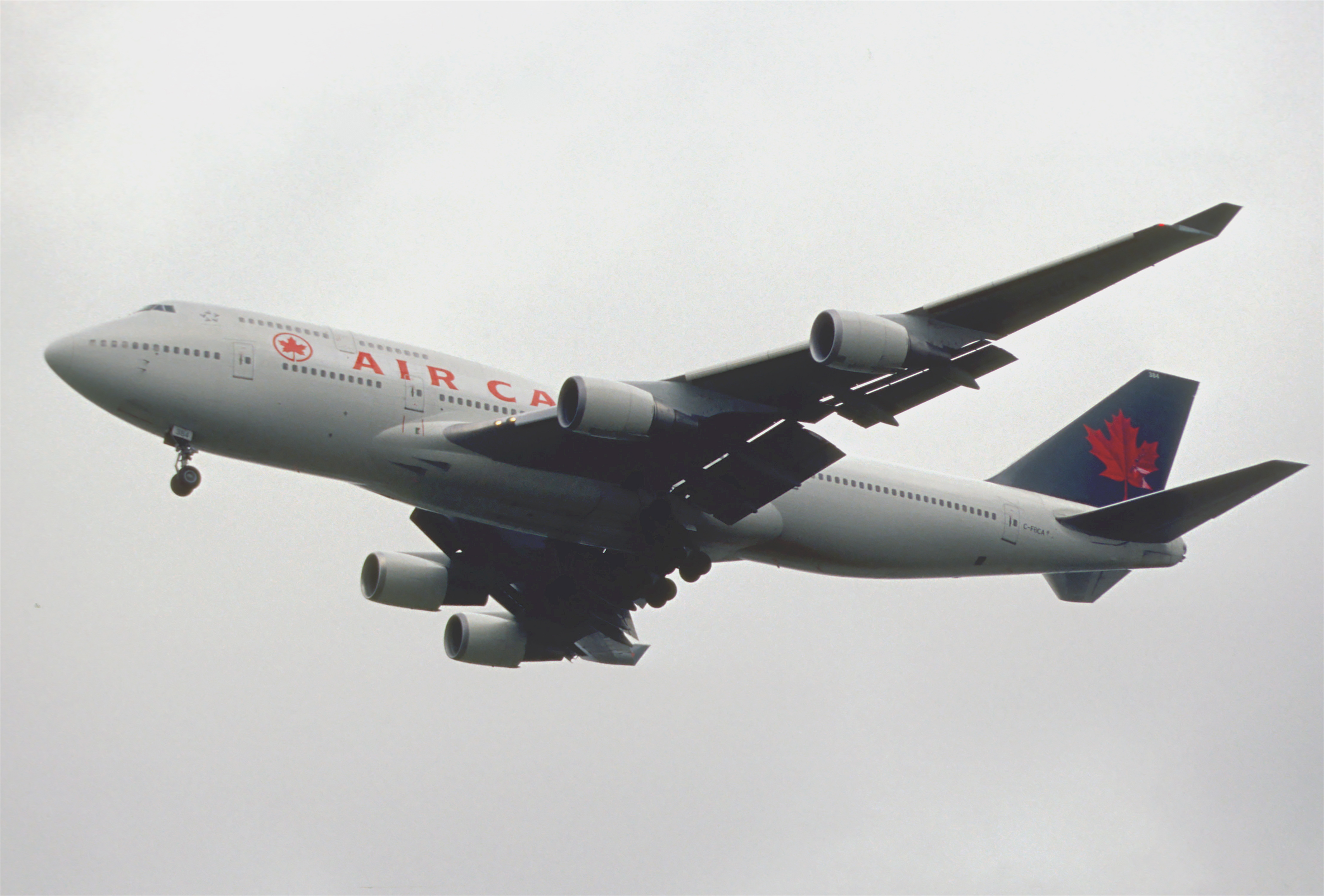
ボーイング747-400
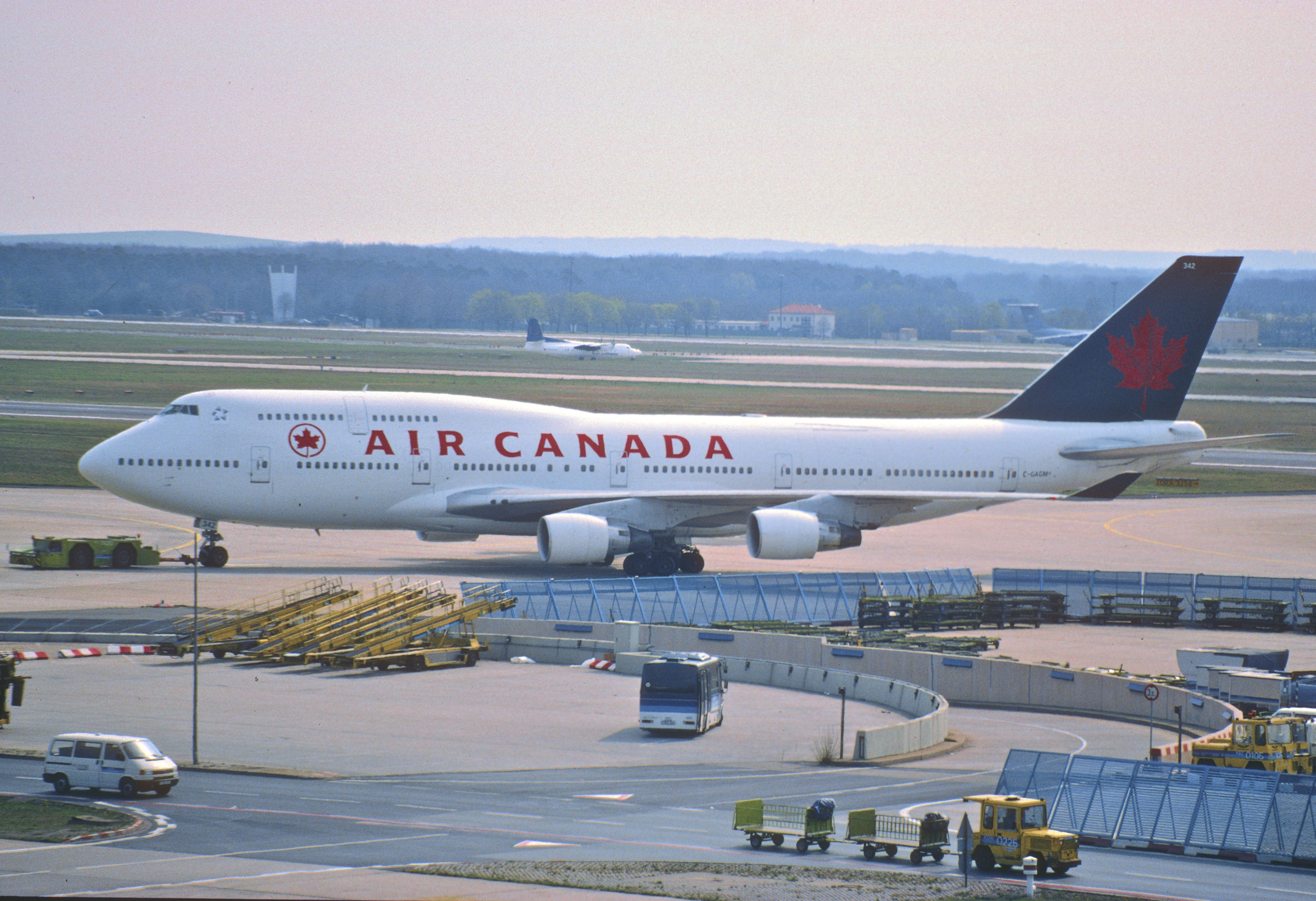
ボーイング747-400M
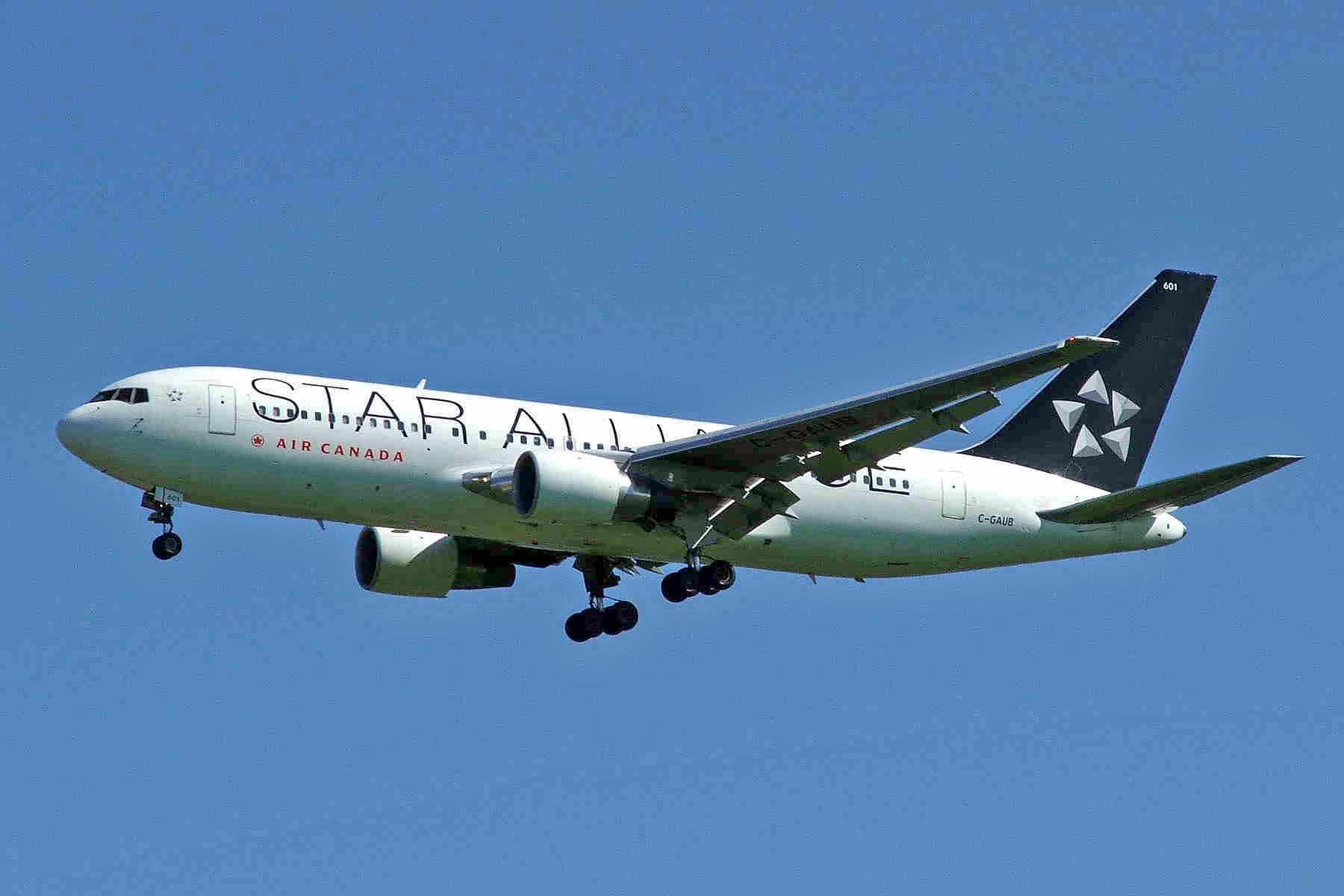
ボーイング767-200（スターアライアンス塗装）
ボーイング767-200ER
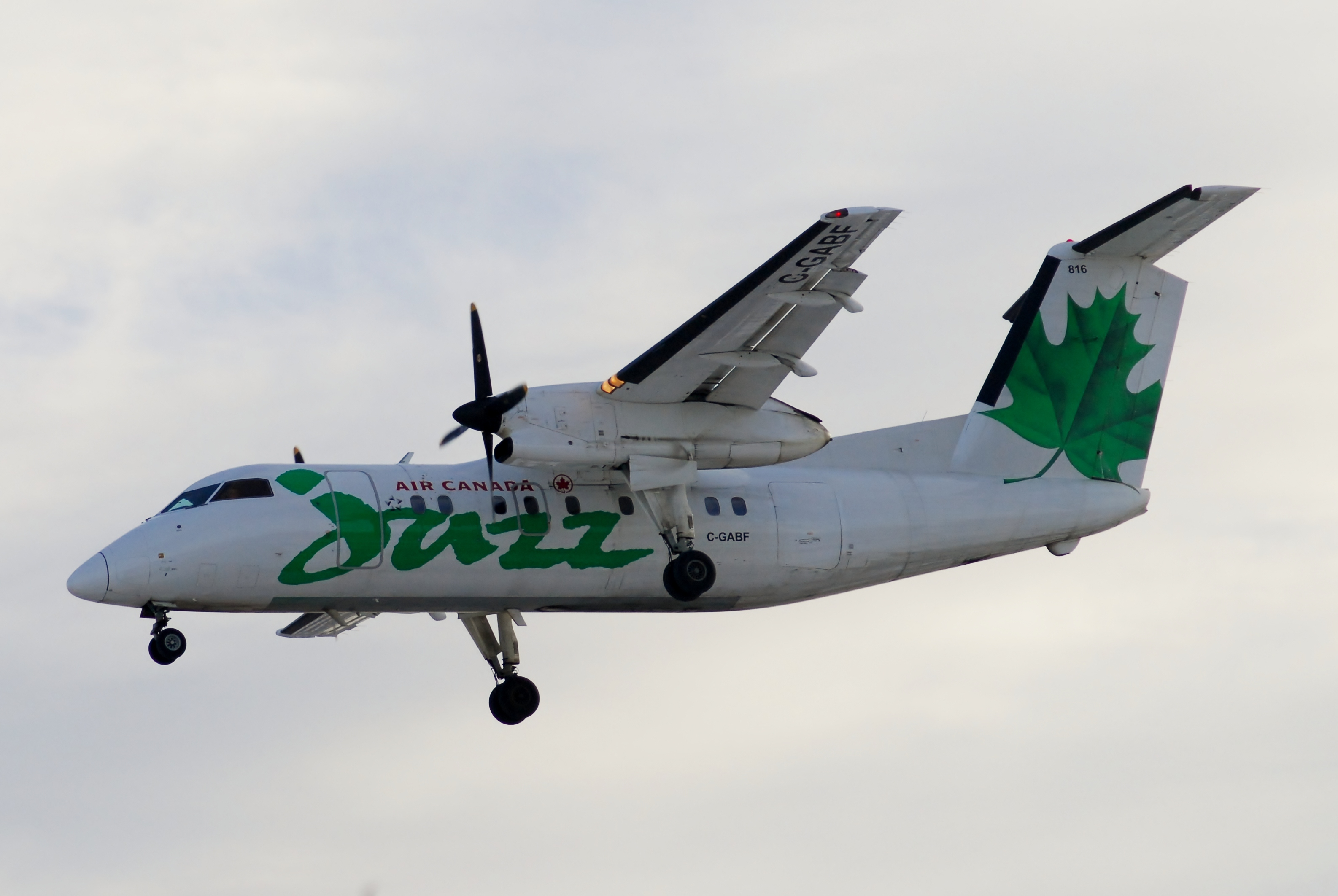
デ・ハビランド・カナダ DHC-8-100（エア・カナダ・ジャズ）
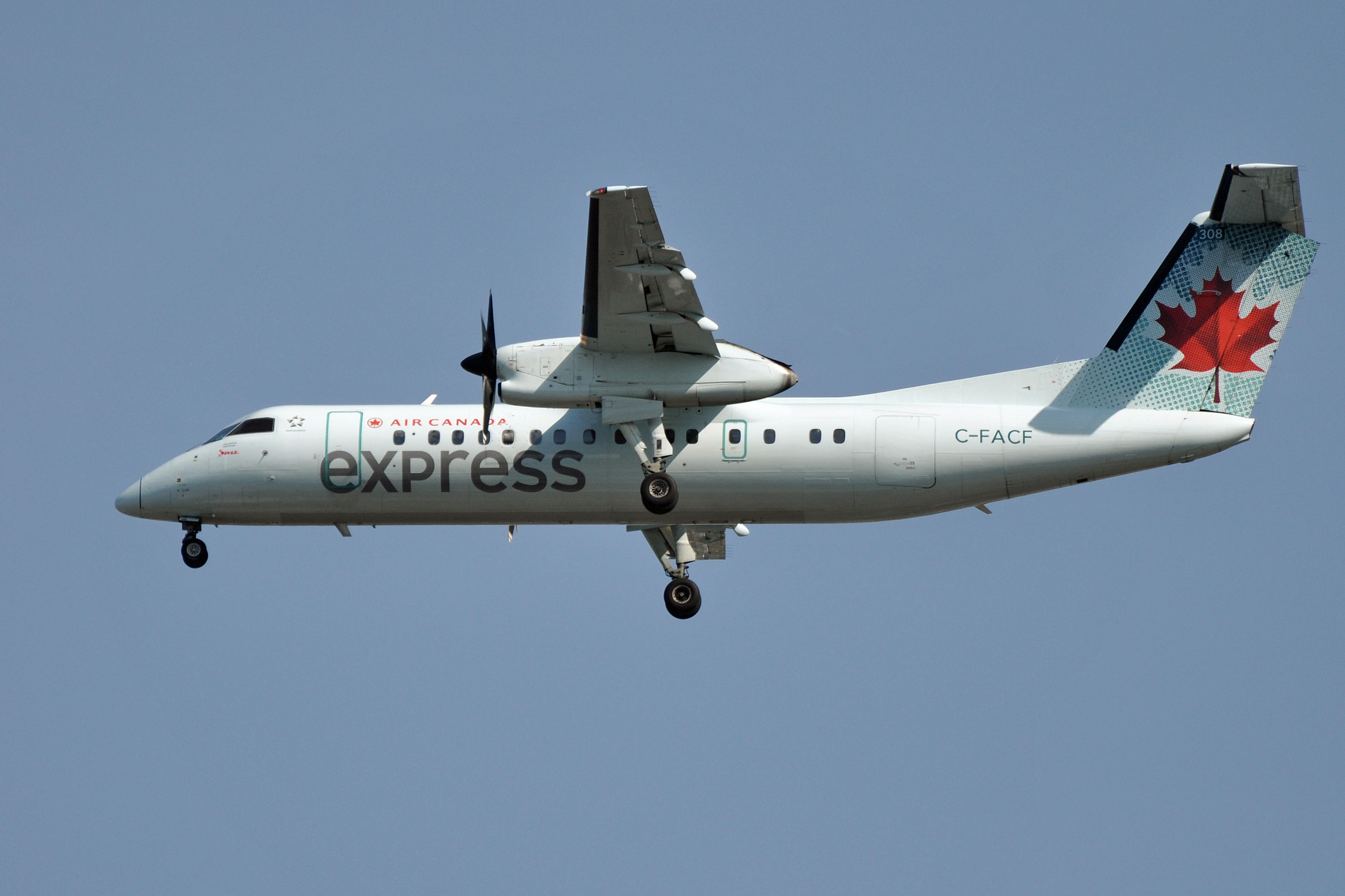
デ・ハビランド・カナダ DHC-8-300（エア・カナダ・エクスプレス）
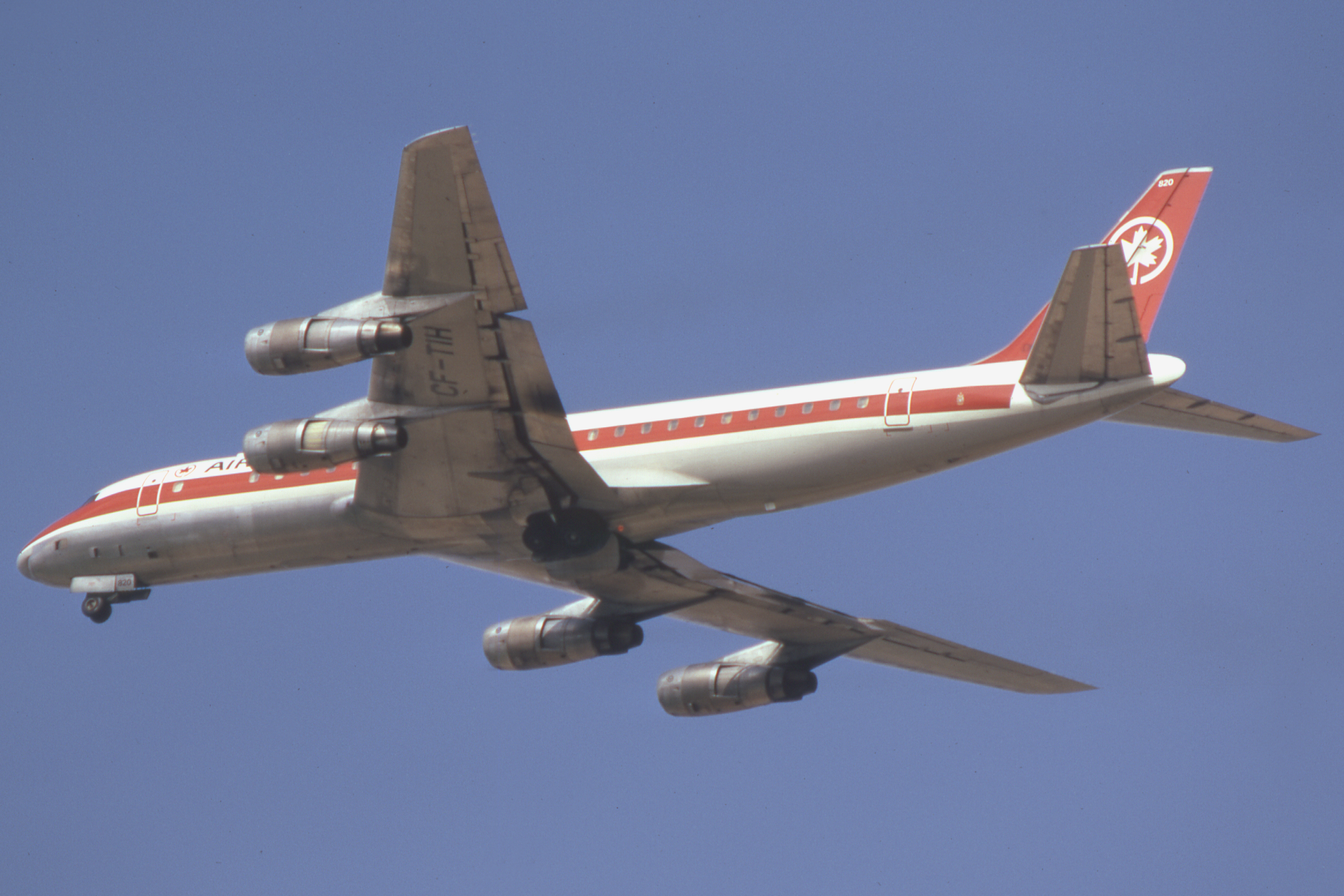
ダグラス DC-8-54
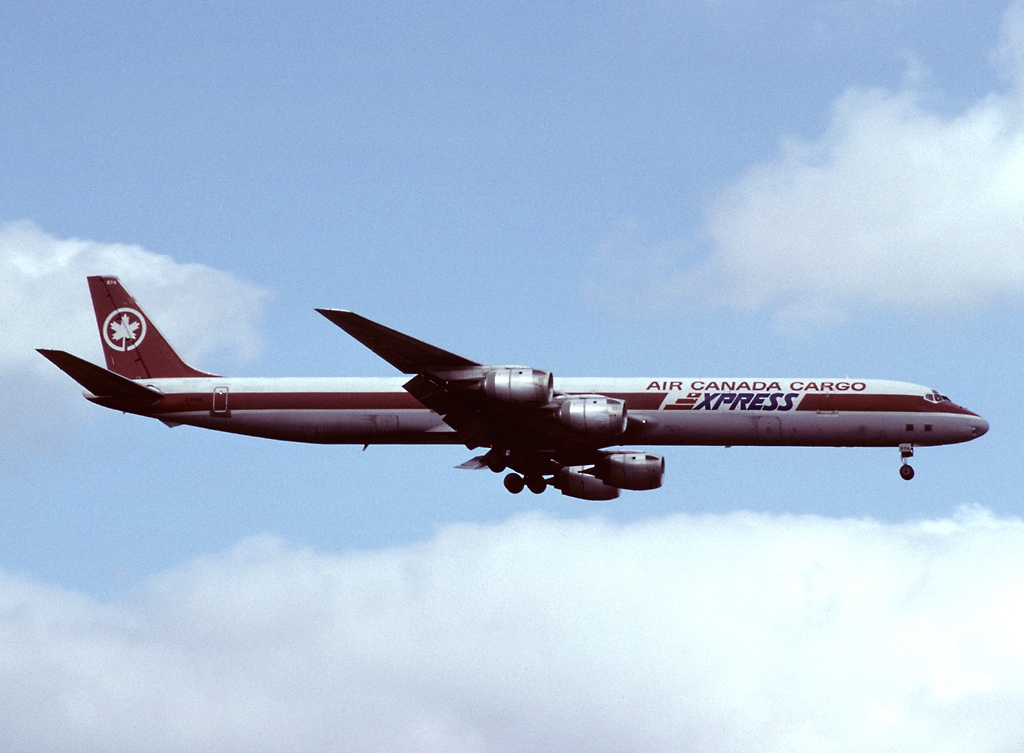
ダグラス DC-8-73F（エア・カナダ・カーゴ・エクスプレス）
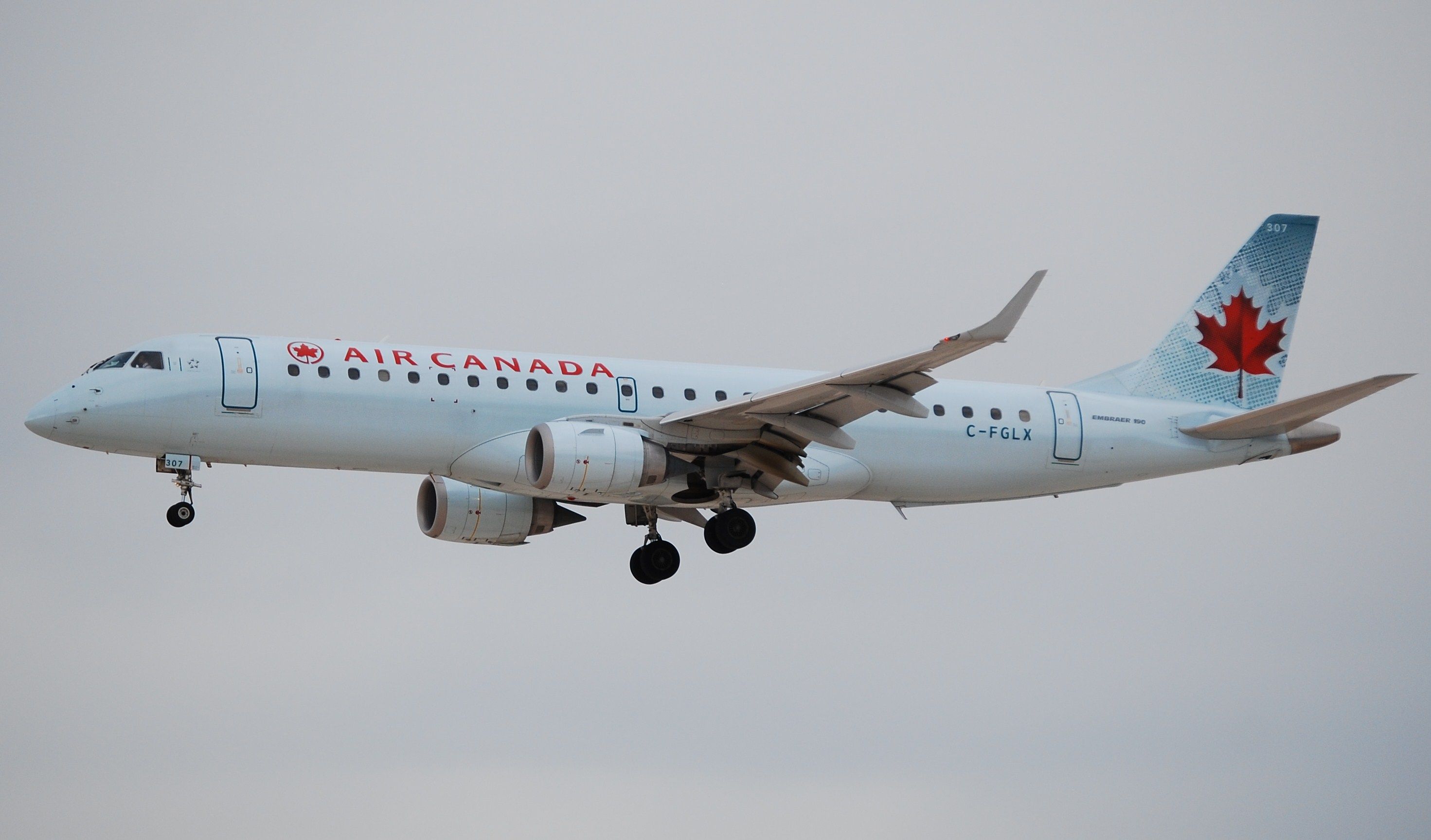
エンブラエル190
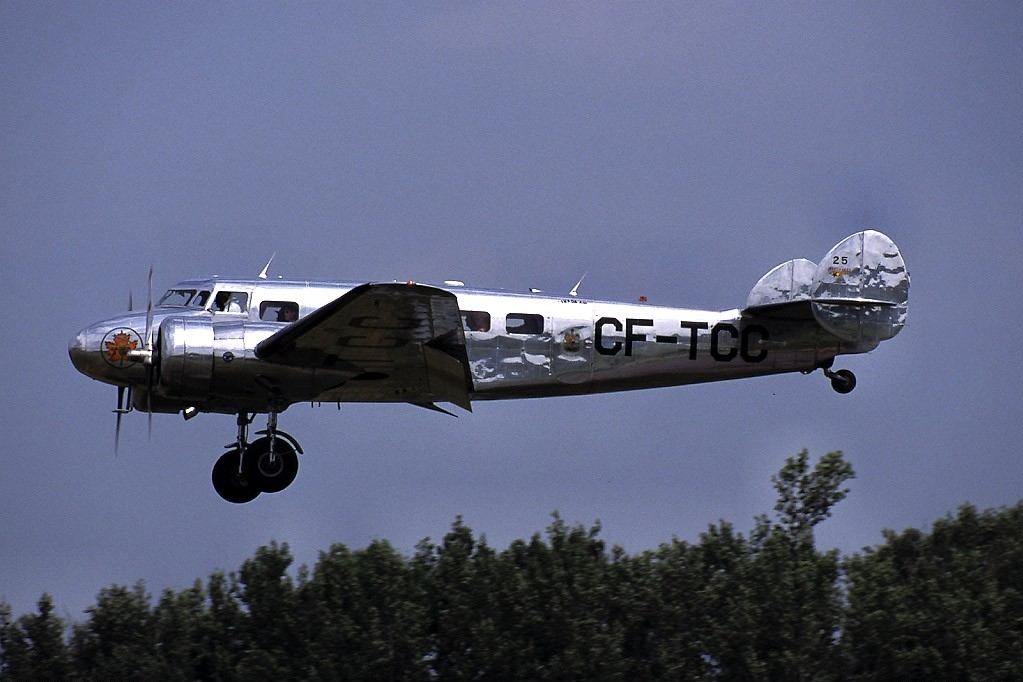
ロッキード L-10A エレクトラ
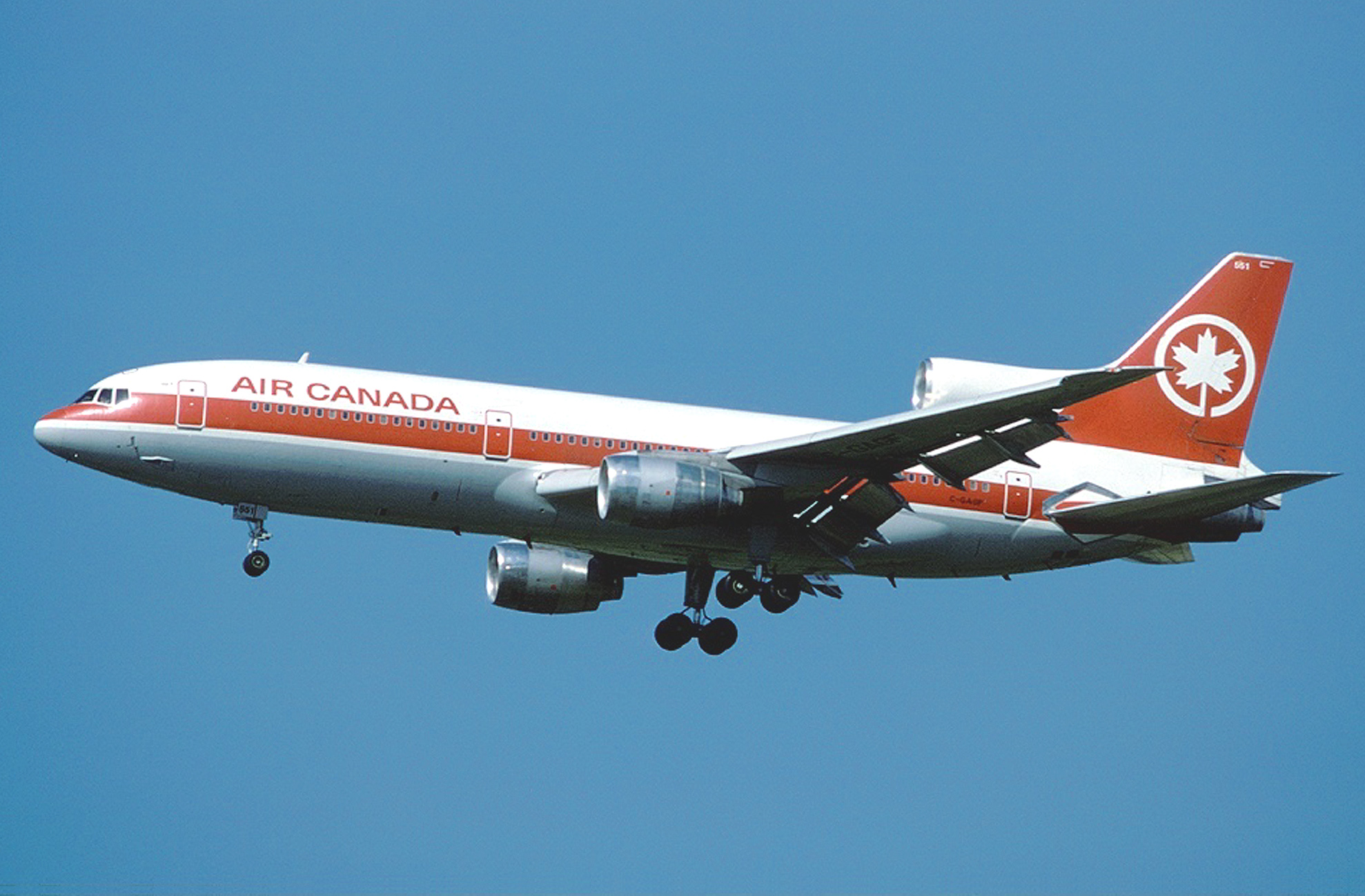
ロッキード L-1011-500 トライスター
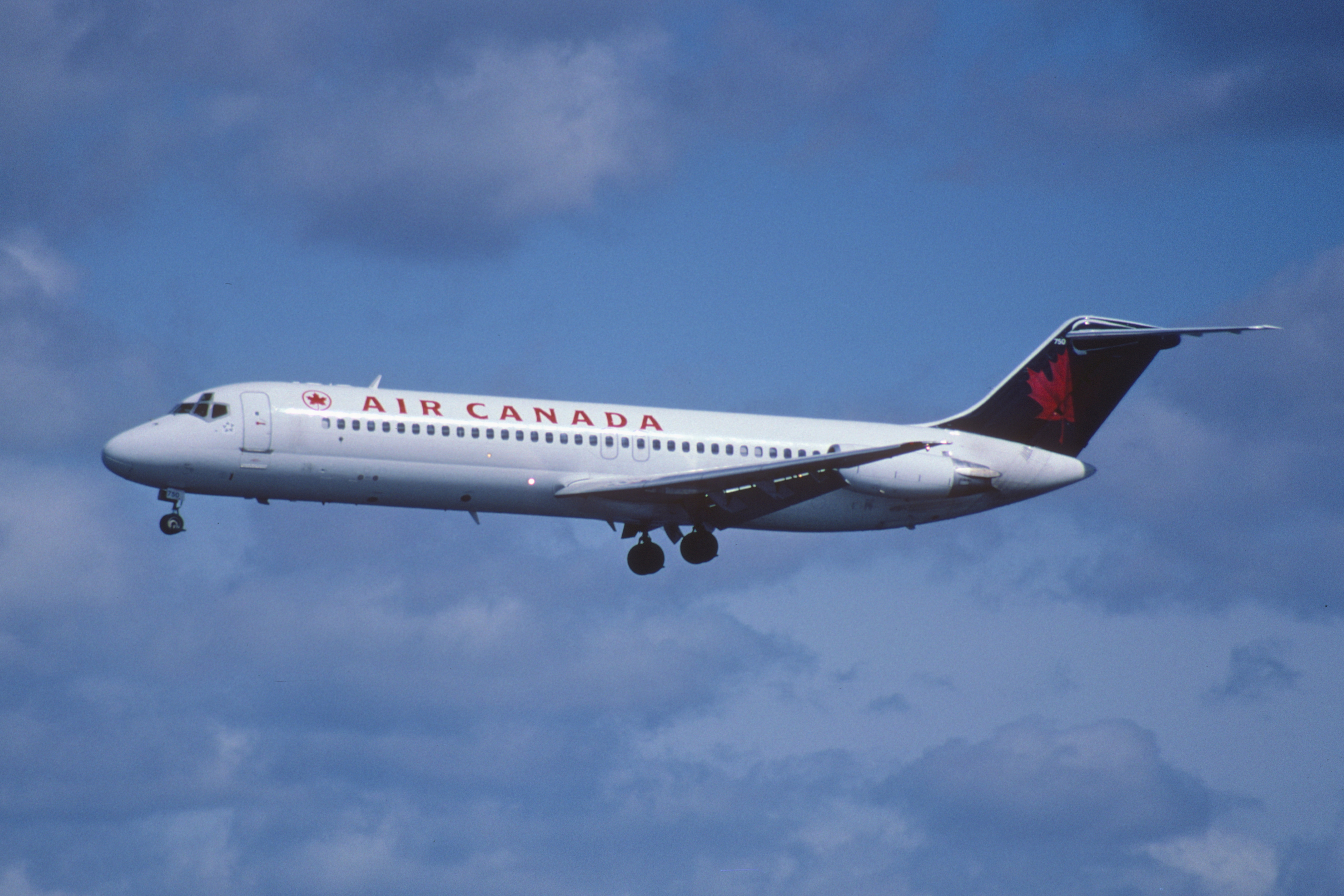
マクドネル・ダグラス DC-9-32
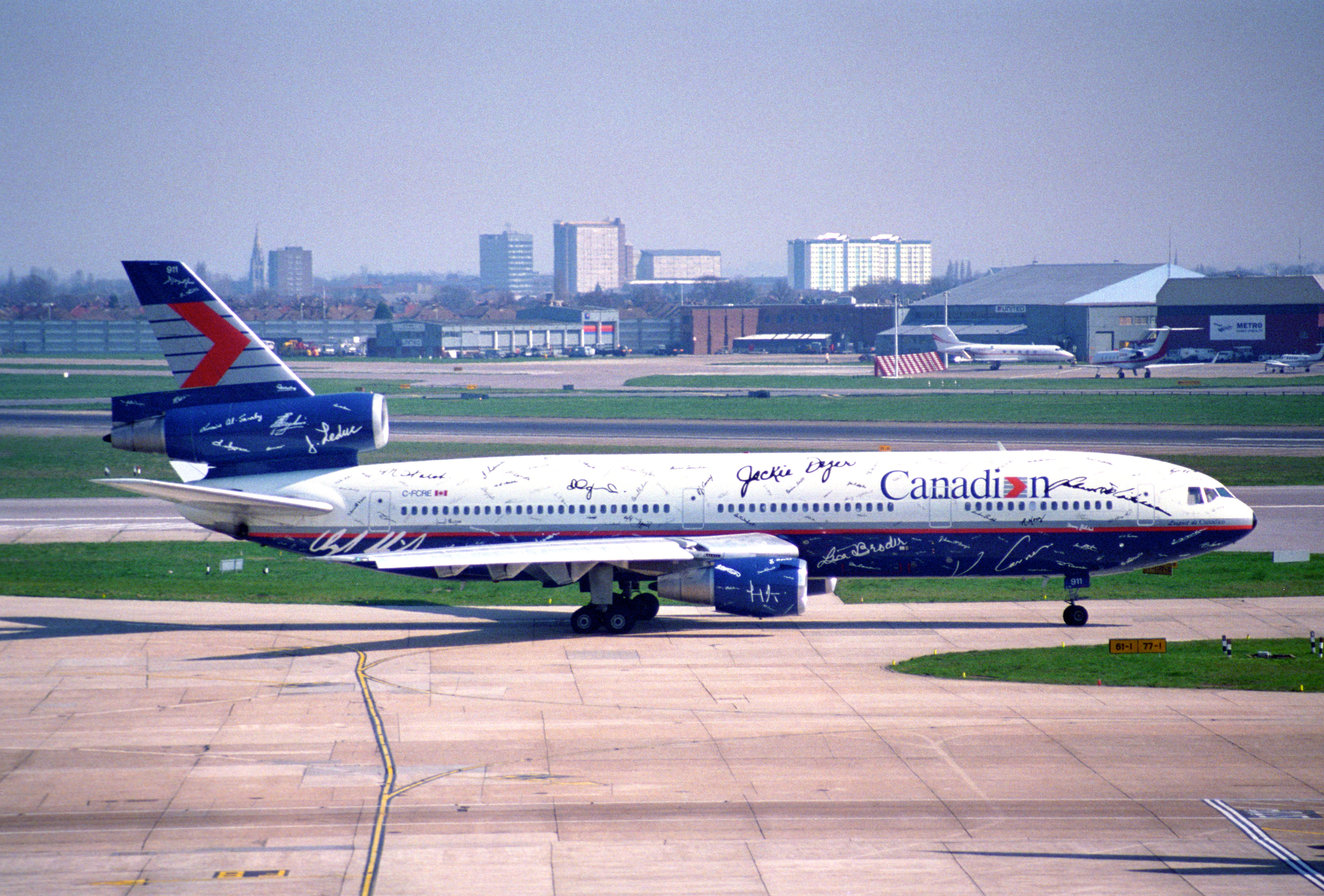
マクドネル・ダグラス DC-10-30（カナディアン航空時代）

## 機内サービス
東京/羽田 - トロント線などの長距離国際線はビジネスクラス「エアカナダ・シグネチャークラス」、プレミアムエコノミー、エコノミークラスの3クラス仕様、近距離国際線や国内線ではビジネスクラスとエコノミークラスないしプレミアムエコノミーとエコノミークラス(※小型機の一部は全席エコノミークラス仕様がある)の2クラス仕様で、エアバスA320型機の一部は全席ビジネスクラスで構成される。ボーイング787型機などの新しい機材は、各座席に個人用モニターを搭載しており、最新の機内エンターテイメントシステムを提供している。一部のカナダ国内線ではライブTVなどを提供し、サッカーやバスケットボールなどのスポーツ中継の生放送や最新のニュースなどを提供している。
機内食は国際線がビジネスクラス・エコノミークラス問わず提供され、ビジネスクラスではカナダ行きの場合はプレミアムミールが、カナダ発は3人のカナダ人トップシェフが監修した特別メニューがそれぞれ用意される。プレミアムエコノミー・エコノミークラスでは、環境にやさしいボックスミールや白ワイン・赤ワイン・ジンジャーエール・コーヒーなどが提供される。北米・カリブ海路線のエコノミークラスでは「エア・カナダ・ビストロ」と呼ばれる機内食も用意されており、カナダ国内の主要空港を出発し、飛行時間が2時間以上のフライト時に提供される。22時より前の出発便はホットミールなども提供され、紅茶・ジュースは無料で提供される。なお22時以降の出発便は、スナックと飲み物が用意される。

### 言語
機内サービスを行う際の言語は、英語とフランス語で行われている。これはカナダの法律で少数派の母語を使用する国民の権利を守るため、フランス語を母語とする乗客が常時5％以上いる定期便では、両方の言語で機内サービスを提供するよう定められているためである。2011年には、乗客がフランス語で機内サービスが受けられなかったとしてエア・カナダを訴え、カナダの裁判所が1万2000ドルの賠償を命じる判決を言い渡した例がある。

## 就航都市
|                  | 国                               | 就航都市 |
| ---------------- | -------------------------------- | --- |
| 北 米            | カナダ                           | ハブ空港：カルガリー、バンクーバー、トロント、モントリオール |
| 北 米            | カナダ                           | 拠点空港：オタワ、エドモントン、ハリファックス |
| 北 米            | カナダ                           | 東部：ロンドン、ノースベイ、サドバリー、ティミンズ、ビリー・ビショップ、ウィンザー、スーセントメリー、サンダーベイ、ケベック、セティル、ルーインノランダ、バゴツヴィール |
| 北 米            | カナダ                           | 大西洋沿岸：セントジョンズ、グースベイ、ガンダー、ディアレイク、フレデリクトン、モンクトン、セントジョン、バサースト、マドレーヌ諸島、シャーロットタウン |
| 北 米            | カナダ                           | 中部：ウィニペグ、サスカトゥーン、レジャイナ |
| 北 米            | カナダ                           | 北部：イエローナイフ、ホワイトホース |
| 北 米            | カナダ                           | 西部：ケローナ、フォートマクマレー、ビクトリア、ダグラス・マカーディー、ナナイモ、グランドプレーリー、コモックス、カムループス、プリンスジョージ、クランブルック、キャッスルガー、フォートセントジョン、プリンスルパート、サンドスピット、スミサーズ、テラス、クイネル、ウィリアムズレイク |
| 北 米            | アメリカ合衆国                   | 東海岸：ニューヨーク/JFK、ニューアーク、ラガーディア、ワシントン/レーガン、ダレス、ボストン、フォートローダーデール、タンパ、チャールストン、マイアミ、オーランド、フィラデルフィア、パームビーチ、フォートマイヤーズ、ローリー、ジャクソンビル、サラソータ                                |
| 北 米            | アメリカ合衆国                   | 西海岸：ロサンゼルス、サンディエゴ、サンフランシスコ、 シアトル、パームスプリングス、サンタアナ、ポートランド、サクラメント |
| 北 米            | アメリカ合衆国                   | 山岳部：デンバー、ソルトレイクシティ、ラスベガス、フェニックス |
| 北 米            | アメリカ合衆国                   | 中西部：シカゴ、ミネアポリス、デトロイト、セントルイス、インディアナポリス、コロンバス、シンシナティ、ピッツバーグ、クリーブランド |
| 北 米            | アメリカ合衆国                   | 南部：シャーロット、アトランタ、ダラス、ナッシュビル、ヒューストン、オースティン、ニューオリンズ |
| 北 米            | アメリカ合衆国                   | アラスカ：アンカレッジ |
| 北 米            | アメリカ合衆国                   | ハワイ：コナ、カフルイ、ホノルル |
| 北 米            | メキシコ                         | トゥルム、メキシコ・シティ、グアダラハラ、モンテレー、カンクン、サンホセデルカボ、プエルトバジャルタ、イスパタ、コズメル、ウアトゥルコ |
| 中 米 ・カ リ ブ | バミューダ                       | バミューダ |
| 中 米 ・カ リ ブ | プエルトリコ                     | サンフアン |
| 中 米 ・カ リ ブ | バルバドス                       | ブリッジタウン |
| 中 米 ・カ リ ブ | アルバ                           | オラニエスタッド |
| 中 米 ・カ リ ブ | キュラソー                       | キュラソー島 |
| 中 米 ・カ リ ブ | シント・マールテン               | マーチン島 |
| 中 米 ・カ リ ブ | マルティニーク                   | フォールドフランス |
| 中 米 ・カ リ ブ | セントルシア                     | ヘウノラ |
| 中 米 ・カ リ ブ | ケイマン諸島                     | グランドケーマン島 |
| 中 米 ・カ リ ブ | セントクリストファー・ネイビス   | セントキッツ |
| 中 米 ・カ リ ブ | ジャマイカ                       | キングストン、モンテゴベイ |
| 中 米 ・カ リ ブ | アンティグア・バーブーダ         | アンティグア |
| 中 米 ・カ リ ブ | グアドループ                     | ポワンタピートル |
| 中 米 ・カ リ ブ | グレナダ                         | グレナダ |
| 中 米 ・カ リ ブ | ドミニカ共和国                   | プンタ・カナ、プエルト・プラタ、サマナ、ラ・ロマーナ |
| 中 米 ・カ リ ブ | キューバ                         | カヨココ、オルギン、サンタ・クララ、バラデロ |
| 中 米 ・カ リ ブ | コスタリカ                       | リベリア、サンホセ |
| 中 米 ・カ リ ブ | ベリーズ                         | ベリーズ・シティ |
| 中 米 ・カ リ ブ | バハマ                           | ナッソー、ジョージタウン、サンサルバドル |
| 中 米 ・カ リ ブ | タークス・カイコス諸島           | プロビデンシアレス |
| 中 米 ・カ リ ブ | セントビンセント・グレナディーン | キングスタウン |
| 中 米 ・カ リ ブ | トリニダード・トバゴ             | ポートオブスペイン |
| 中 米 ・カ リ ブ | グアテマラ                       | グアテマラ シティ |
| 南 米            | ブラジル                         | サンパウロ、リオデジャネイロ |
| 南 米            | チリ                             | サンティアゴ |
| 南 米            | アルゼンチン                     | ブエノスアイレス |
| 南 米            | ペルー                           | リマ |
| 南 米            | コロンビア                       | ボゴタ、カルタヘナ |
| ヨーロッパ       | スウェーデン                     | ストックホルム |
| ヨーロッパ       | イギリス                         | マンチェスター、ロンドン/ヒースロー、エディンバラ |
| ヨーロッパ       | フランス                         | パリ/シャルル・ド・ゴール、リヨン、ニース、トゥールーズ |
| ヨーロッパ       | イタリア                         | ローマ/フィウミチーノ、ヴェネツィア、ミラノ、 ナポリ |
| ヨーロッパ       | スペイン                         | マドリード、バルセロナ |
| ヨーロッパ       | アイスランド                     | ケプラヴィーク |
| ヨーロッパ       | アイルランド                     | ダブリン |
| ヨーロッパ       | オーストリア                     | ウィーン |
| ヨーロッパ       | スイス                           | ジュネーヴ、チューリッヒ |
| ヨーロッパ       | ポルトガル                       | ポルト、リスボン |
| ヨーロッパ       | オランダ                         | アムステルダム |
| ヨーロッパ       | ギリシャ                         | アテネ |
| ヨーロッパ       | デンマーク                       | コペンハーゲン |
| ヨーロッパ       | チェコ                           | プラハ |
| ヨーロッパ       | ドイツ                           | フランクフルト、ミュンヘン |
| ヨーロッパ       | ベルギー                         | ブリュッセル |
| 中 東            | イスラエル                       | テルアビブ |
| 中 東            | アラブ首長国連邦                 | ドバイ |
| ア ジ ア         | 日本                             | 東京/羽田、東京/成田、大阪/関西 |
| ア ジ ア         | 韓国                             | ソウル/仁川 |
| ア ジ ア         | 香港                             | 香港 |
| ア ジ ア         | 中国                             | 北京/首都、上海/浦東 |
| ア ジ ア         | タイ                             | バンコク/スワンナプーム |
| ア ジ ア         | シンガポール                     | シンガポール |
| ア ジ ア         | フィリピン                       | マニラ |
| ア ジ ア         | インド                           | ムンバイ、デリー |
| オ セ ア ニ ア   | オーストラリア                   | シドニー、ブリズベン |
| オ セ ア ニ ア   | ニュージーランド                 | オークランド |
| ア フ リ カ      | アルジェリア                     | アルジェ |
| ア フ リ カ      | モロッコ                         | カサブランカ |

## 日本との関係

### 運航便
| 便名    | 路線           | 路線      | 機材                                    | ※コードシェア | 備考   |
| ------- | -------------- | --------- | --------------------------------------- | ------------- | ------ |
| AC1/2   | トロント       | 東京/羽田 | ボーイング777-300ER                     | NH            |        |
| AC9/10  | トロント       | 東京/成田 | - ボーイング777-300ER - ボーイング787-9 | NH            |        |
| AC59/60 | トロント       | 大阪/関西 | ボーイング787-8                         |               | 季節便 |
| AC5/6   | モントリオール | 東京/成田 | ボーイング777-300ER                     | NH            |        |
| AC3/4   | バンクーバー   | 東京/成田 | - ボーイング777-300ER - ボーイング787-9 | NH、TG        |        |
| AC23/24 | バンクーバー   | 大阪/関西 | ボーイング787-9                         |               | 季節便 |

※コードシェア
- N→全日本空輸（便名NH）
- T→タイ国際航空（便名TG）

エアカナダは、トップナンバーを含む1-6便、9-10便など、数字の小さい便名を日本路線に割り当てている。エアカナダ1便は長らく成田-トロント線だったが、2014年の羽田線開設に伴って羽田-トロントのフライトに変更された。

### 歴史
- 1994年、大阪/関西-バンクーバー線の運航を開始[18]。
- 1996年、全日本空輸がエアカナダ運航便へのコードシェアを開始[18]。
- 2001年、カナディアン航空を買収し、成田-バンクーバー線、成田-トロント線、名古屋-バンクーバー線の運航を引き継いだ[18]。
- 名古屋（名古屋飛行場）-バンクーバー線を2005年に運休した[18]。
- 2008年、関西-バンクーバー線の運航を休止[18]。
- 2009年4月に航空当局間協議が行われ、カナダ側の航空会社が成田路線で一定の増便ができる発着枠の付与、両国の航空会社がそれぞれ羽田空港（深夜/早朝）とバンクーバー又はトロントを結ぶ路線を運航できる発着枠の付与、成田・羽田関連以外の路線の自由化の3点について合意した。それもあり、2010年3月に成田-カルガリー-トロント線を開設した[18]。
- 2010年10月の羽田空港再国際化にともなって、深夜便のカナダ直行便開設を検討したが、需要が見込めないことから昼間時間帯の発着枠が確保できるまで、就航を延期した。
- また、2011年1月（後に3月に延期）から羽田-バンクーバー線に週7便で就航する旨を発表したが、直前の2011年1月になって就航を無期延期する旨を発表した[18]。
- 2014年7月2日、羽田-トロント線を毎日運行で開設した。エアカナダにとって羽田空港とカナダを結ぶ初の直行便となった。
- 2015年5月2日、エア・カナダのレジャー路線を運航するエア・カナダ・ルージュが関西-バンクーバー線に就航した。エア・カナダ・ルージュとしては初の日本路線となった。（夏季限定）
- 2017年夏スケジュールより、エア・カナダ・ルージュが名古屋/中部-バンクーバー線の直行便を開設した。（夏季限定）
- 2018年6月より、成田-モントリオール線に週7便で就航した[18]。
- 2023年4月22日より、羽田-トロント線の運航を再開した[19]。
- 2023年6月3日、関西-バンクーバー線の運航を週4便で再開した。関西国際空港へは、約3年半ぶりに乗り入れた。
- 2024年の夏ダイヤでは、成田/モントリオール線、成田/トロント線を毎日運航へ増便し、また、5月1日からは週3-4便で関西/バンクーバー線を運航再開し、2023年の夏ダイヤと比較して便数と座席数がほぼ倍増した。
- 2024年12月中旬に開催された投資家向け説明会で、今後数年間で、中部国際空港と新千歳空港に就航する可能性があると言及された[20]。

## 子会社・関連会社

### エア・カナダ カーゴ
エア・カナダ カーゴは提携航空会社の路線を含め150都市に路線を持つエア・カナダの貨物運送部門である。

### エア・カナダ エクスプレス
エア・カナダ エクスプレスはジャズ航空、スカイ・リージョナル航空、エア・ジョージアン、セントラルマウンテン航空などの地域航空会社がエア・カナダのために地域路線の運航を行っているブランド名である。
ジャズ航空はこれまで「エア・カナダJazz」名で運航していたが、2011年6月より「エア・カナダ・エクスプレス」名に変更となった。

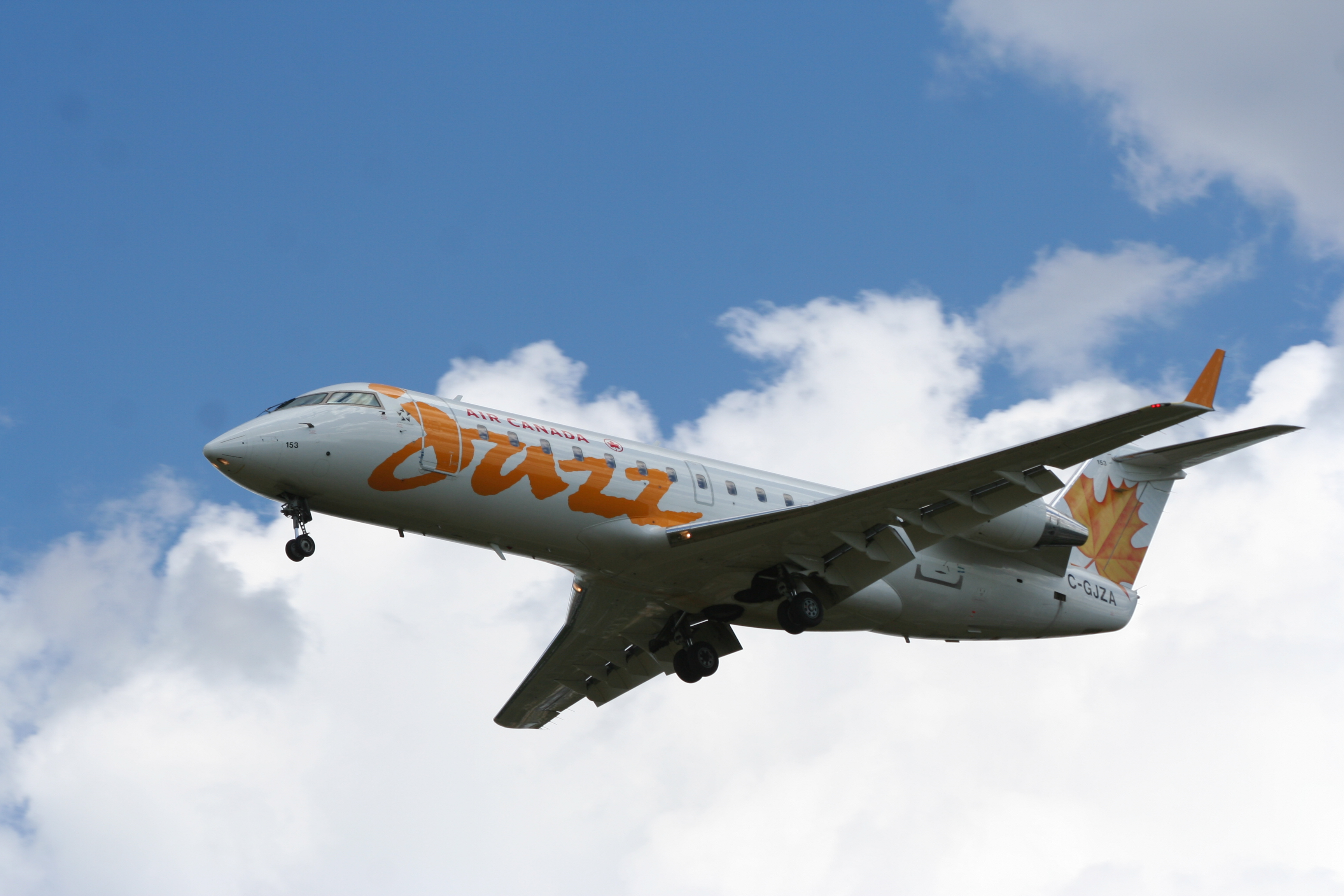
ボンバルディアCRJ-200ER(エア・カナダ・ジャズ)

### エア・カナダ ジェッツ
エア・カナダ Jetz（Air Canada Jetz）はエア・カナダの高級チャーターサービスのブランド名である。
エアバスA319を3機、このサービスの為にエア･カナダ本体の運用を外れ、モノビジネスクラス58席仕様に改装後別途稼働させている。

### エア・カナダ ルージュ
2012年12月18日に設立され、翌2013年7月1日から運航開始した。トロント・ピアソン国際空港を拠点とし、エア・カナダから譲渡されたアジア・ヨーロッパ・カリブ海へのレジャー路線を展開する格安航空会社。機材は、A319とB767により運航され、全機が親会社のエア・カナダから移籍している。
通常のエア・カナダ国際線と違い、エア・カナダ ルージュ路線の機材には個人用テレビやイヤホンジャックが搭載されていない。Adobe Flash Playerのインストールされたパソコンか専用アプリをインストールしたiOSまたはAndroidで動作する携帯電話かタブレットとイヤフォンを持参することで機内エンターテイメントにアクセス出来るが、原則としてルージュ路線の機材には座席電源が搭載されていないため、搭乗前に充電しておく必要がある。また、飛行機の位置情報や音楽は無料だが、動画の視聴は有料である。

### エア・カナダ バケーションズ
エア・カナダ バケーションズはエア・カナダの旅行業務部門である。エア・カナダ及び提携航空会社の路線網を利用したパッケージツアーの企画、販売を行なう。

## 主な航空事故
旧・カナダ太平洋航空→旧・カナディアン航空の事故は除く。
- トランスカナダ航空831便墜落事故 : 1963年11月29日
- エア・カナダ621便墜落事故 : 1970年7月5日
- エア・カナダ189便離陸失敗事故 :1978年6月26日
- エア・カナダ797便火災事故 : 1983年6月2日
- エア・カナダ143便滑空事故（ギムリー・グライダー） : 1983年7月23日
- エア・カナダ759便ニアミス事故 : 2017年7月7日
- エア・カナダ2259便胴体着陸事故:2024年12月29日